# 2012
2012 (MMXII) a fost un an bisect al calendarului gregorian, care a început într-o zi de duminică. A fost al 2012-lea an d.Hr., al 12-lea an din mileniul al III-lea și din secolul al XXI-lea, precum și al 3-lea an din deceniul 2010-2019. A fost desemnat:
- Anul Internațional al cooperativelor, de către ONU.
- Anul Internațional al CAR-urilor, de către ONU.
- Anul European al îmbătrânirii active și al solidarității între generații.
- Anul orașelor Guimarães (Portugalia) și Maribor (Slovenia), numite Capitale Europene ale Culturii.

## Evenimente

### Ianuarie

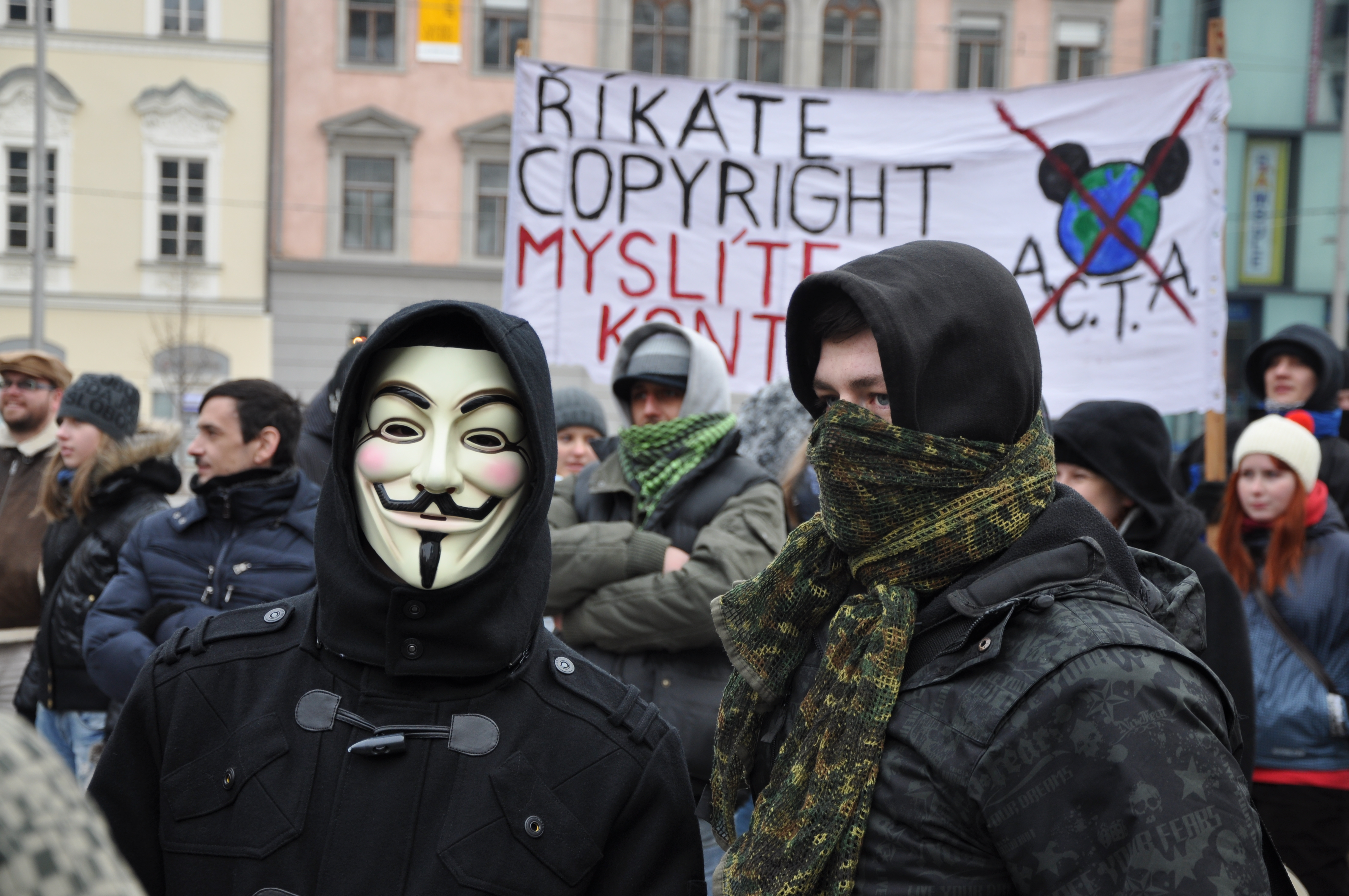
Încep protestele anti-ACTA

- 1 ianuarie: Danemarca preia de la Polonia președinția Consiliului Uniunii Europene.[1]
- 1 ianuarie: Se împlinește un deceniu de când moneda Euro a fost introdusă în circulație.
- 1 ianuarie: Constituția Ungariei a intrat în vigoare[2].
- 5 ianuarie: Vulcanul Etna a erupt.[3]
- 5-6 ianuarie: O serie de atacuri asupra bisericilor creștine și întreprinderi au avut loc în nord-estul Nigeriei în urma cărora au rezultat 37 morți. Atac revendicat de gruparea Boko Haram.
- 11 ianuarie: Cercetătorii americani au anunțat că a fost descoperită în insula Noua Guinee cea mai mică vertebrată de pe planetă, cunoscută până în prezent, o nouă specie de broască (Paedophryne amauensis), ce măsoară în medie 7,7 mm.[4]
- 13-22 ianuarie: La Innsbruck, Austria, au avut loc Primele Jocuri Olimpice pentru tineret de iarnă. România participă cu o delegație formată din 22 de sportivi.[5]
- 13 ianuarie: În urma dezbaterilor publice legate de proiectul Legii sănătății, președintele Traian Băsescu a cerut premierului retragerea proiectului.[6]
- 13 ianuarie: Compania americană de rating Standard & Poor's a anunțat că a retrogradat ratingul a 10 țări din zona euro (printre care Austria, Franța, Italia, Portugalia, Spania) și l-a menținut la alte 7 țări. S&P își justifică decizia, spunând că liderii europeni "au luat măsuri politice insuficiente" pentru redresarea sistemului financiar.[7]
- 13 ianuarie-6 februarie: Proteste în România împotriva președintelui Traian Băsescu.[8]
- 13 ianuarie: S-a scufundat nava de croazieră Costa Concordia. Bilanț: 32 morți.
- 15 ianuarie: Alegeri prezidențiale în Finlanda.
- 18 ianuarie: Versiunea engleză a site-ului Wikipedia s-a dezactivat pentru 24 ore în semn de protest față de SOPA și PIPA, două proiecte care prevedeau măsuri drastice împotriva site-urilor cu conținut piratat. Ulterior, aceste proiecte au fost retrase.
- 19 ianuarie: Departamentul de Justiție american a închis site-ul Megaupload ca parte a unei anchete privind încălcarea drepturilor de autor.[9]
- 20 ianuarie: Atentat revendicat de gruparea radicală islamică Boko Haram în Nigeria asupra secțiilor de poliție și de birouri guvernamentale, în urma a 20 explozii care au cauzat aproximativ 185 decese.
- 23 ianuarie: Uniunea Europeană adoptă embargoul oficial împotriva Iranului care continuă să îmbogățească uraniu.
- 23 ianuarie: Începe anul Dragonului de Apă în calendarul chinezesc.
- 26 ianuarie: 22 de state ale Uniunii Europene au semnat în Japonia documentul internațional ACTA - Anti-Counterfeiting Trage Agreement (Acordul comercial împotriva contrafacerii). Acesta vizează combaterea comercializării de produse contrafăcute, precum și pirateria online.
- 29 ianuarie: Jucătorul român de tenis, Horia Tecău, împreună cu americana Bethanie Mattek-Sands, a câștigat proba de dublu mixt la Australian Open.
- 30 ianuarie: Liderii celor 27 de țări membre ale UE se întrunesc la Bruxelles, la un summit special, pentru a discuta o strategie clară împotriva crizei datoriilor. În Belgia se desfășoară o grevă generală.

### Februarie
- 1 februarie: 74 de suporteri au murit în revoltele ce au izbucnit la finalul jocului disputat în orașul Port Said din nordul Egiptului.
- 1 februarie: Vulcanul Popocatepetl a început să fumege.
- 6 februarie: Jubileul de diamant al Elisabetei a II-a, care marchează a 60-a aniversare de la ascensiunea ei pe tronul Regatului Unit, Canada, Australia și Noua Zeelandă.[10]
- 6 februarie: Prim-ministrul României, Emil Boc, și-a prezentat demisia. Traian Băsescu l-a desemnat pe Mihai Răzvan Ungureanu cu formarea noului cabinet.
- 6 februarie: Ciclistul spaniol Alberto Contador a fost suspendat pe o perioadă de 2 ani pentru dopaj cu clenbuterol în timpul Turului Franței 2010.
- 7 februarie: Sauli Väinämö Niinistö a fost ales în funcția de președinte al Finlandei.
- 12 februarie: A avut loc a 54-a ediție a Premiilor Grammy la Staples Center, în Los Angeles. Marea câștigătoare a fost Adele, care a câștigat 6 premii din 6 nominalizări.
- 13 februarie: Nanosatelitul Goliat a fost lansat cu succes în spațiul cosmic. Acesta este primul satelit dezvoltat în România.
- 15 februarie: Incendiul la un penitenciar din Comayagua, în centrul Hondurasului, a provocat moartea a 357 de persoane.
- 17 februarie: Christian Wulff a demisionat din funcția de președinte al Germaniei la o zi după ce Parchetul din Hanovra a solicitat ridicarea imunității sale pentru cercetarea unor acuzații de corupție.
- 18 februarie: Ceremonia oficială de ridicare a arhiepiscopului Lucian Mureșan la rangul de cardinal.[11]
- 19 februarie: Iranul a încetat să mai vândă petrol companiilor franceze și britanice.
- 21 februarie: Alegeri prezidențiale cu candidat unic în Yemen după 33 de ani de regim Ali Abdallah Saleh.
- 21 februarie: Dominique Strauss-Kahn, fostul director al FMI, a fost plasat în arest preventiv după ce s-a prezentat la audieri pentru proxenetism, ulterior a fost eliberat după o zi.
- 21 februarie: Miniștrii de finanțe din zona euro au ajuns la un acord privind cel de-al 2-lea împrumut de 130 miliarde euro pentru a preveni falimentul Greciei.
- 24 februarie: Kofi Annan a fost numit emisar special al ONU și Ligii Arabe pentru Siria.
- 25 februarie: Noul președinte yemenit Abd Rabbo Mansour Hadi a depus jurământul în fața Parlamentului. Ali Abdullah Saleh a părăsit puterea la presiunea protestelor, după 33 de ani la conducerea țării.
- 26 februarie: A 84-a ediție a premiilor Oscar. Pelicula The Artist a câștigat 7 premii Oscar din 10 nominlizări.

### Martie
- 1 martie: Vaticanul publică documente secrete, vechi de sute de ani.
- 1 martie: Serbia a obținut statutul de țară candidată la Uniunea Europeană. România și-a retras obiecțiile în urma unui acord bilateral privind minoritatea română din Serbia.
- 2 martie: Alegeri parlamentare în Iran.
- 4 martie: Primul tur al scrutinului prezidențial din Rusia. După 4 ani, premierul Vladimir Putin este ales din nou ca președinte a Federației Ruse, cu 58,3% din voturi.
- 4 martie: Cel puțin 50 de morți și 27 de răniți într-un accident rutier din Guineea.
- 4 martie: 14 morți și 60 de răniți într-un accident feroviar în Polonia. Acesta este cel mai mare accident feroviar din ultimii 20 de ani din Polonia.
- 4 martie: O serie de explozii au fost la un depozit de muniții în Brazzaville, capitala Republicii Congo, care s-au soldat cu cel puțin 250 de morți.
- 5 martie: Marte s-a apropiat cel mai mult de Pământ, în ultimii 2 ani.
- Este lansat Kony 2012, un scurt film creat de Invisible Children, Inc. Scopul filmului este de a promova mișcarea de binefacere „Stop Kony” pentru a-l face pe inculpatul ugandez, Joseph Kony, criminal de război și fugar, condamnat de Curtea Penală Internațională, cunoscut la nivel global, cu scopul de a-l avea în custodie până în decembrie 2012.
- 10 martie: Alegeri parlamentare în Slovacia.
- 11 martie: Un soldat american a împușcat mortal 16 civili afgani.
- 13 martie: Miniștrii de finanțe din UE au decis să blocheze fonduri în valoare de 495 milioane euro destinate Ungariei, din cauza deficitului bugetar excesiv.
- 13 martie: După 244 de ani în care au fost scoase numeroase ediții, s-a luat decizia de a opri tipărirea faimoasei Enciclopedii Britannica, ea rămânând doar în format electronic.
- 15 martie: Etiopia a anunțat că armata sa a lansat un atac în interiorul vechiului său inamic, Eritreea.
- 18 martie: Pastorul Joachim Gauck, disident din fosta RDG și primul comisar pentru studierea arhivelor Stasi, a fost ales președinte federal al Germaniei.
- 19 martie: Un om înarmat, de religie musulmană, a atacat o școală evreiască din Toulouse, omorând 3 copii, un adult și rănind mai multe persoane.
- 21 martie: Începutul loviturii de stat din Mali. Soldați rebeli din Mali au atacat palatul prezidențial și sediile televiziunii și radioului de stat; au susținut că tentativa lor de lovitură de stat a reușit și că președintele Amadou Toumani Toure a fost înlăturat de la putere.
- 26 martie: A 6-a ediție a Premiilor Gopo.
- 26-27 martie: are loc Nuclear Security Summit la Seul.
- 30 martie: Începe ocuparea de către grupări islamiste armate, susținute de o grupare rebelă tuareg, a nordului țării. La sfârșitul lui iunie, islamiștii obțin o victorie importantă asupra rebelilor tuaregi, consolidându-și controlul deja puternic asupra regiunii, în care impun sharia (legea islamică). O puternică armată africană, susținută de către occidentali, se pregătește să intervină în nord.

### Aprilie
- 1 aprilie: Vulcanul Etna a erupt pentru a cincea oară în acest an.
- Aung San Suu Kyi, o personalitate istorică a opoziției față de juntă și laureată a Premiului Nobel pentru Pace din 1991, este aleasă pentru prima oară deputat. În iunie, ea efectuează prima vizită în Europa, din 1988, și susține, la Oslo, un discurs de laureată, la peste 20 de ani de la acordarea distincției.

- 2 aprilie: Președintele Ungariei, Pal Schmitt, a demisionat, pe fondul scandalului privind retragerea titlului de doctor.
- 4 aprilie: Președintele sârb Boris Tadici a demisionat pentru a permite organizarea alegerilor generale la 6 mai.
- 5 aprilie: Laszlo Borbely a demisionat din funcția de Ministru al Apelor, Pădurilor și Mediului.
- 6 aprilie: Mișcarea Națională pentru Eliberarea-Azawad declară unilateral independența Azawad față de Mali.
- 6 aprilie: Președintele Republicii Malawi, Bingu wa Mutharika, a murit în urma unui atac de cord.
- 11 aprilie: Un cutremur cu magnitudinea de 8,6 grade Richter s-a produs la 430 km de Banda Aceh, Indonezia, determinând inițial avertismente de tsunami în Oceanul Indian.
- 12 aprilie: Un puternic cutremur cu magnitudinea 7 grade Richter s-a produs în vestul Mexicului.
- 12 aprilie: Lovitură de stat în Guineea-Bissau. Militari rebeli i-au reținut pe președintele interimar și pe fostul prim-ministru al țării, declarând că prin faptele lor au încălcat acordurile secrete încheiate dintre Guineea-Bissau și Angola.
- 13 aprilie: Coreea de Nord a lansat o rachetă baslistică Kwangmyŏngsŏng-3 care trebuia să plaseze un satelit pe orbită. La câteva minute după lansare, racheta s-a dezintegrat în mai multe bucăți. Lansarea, criticată de Comunitatea Internațională, a fost planificată pentru a marca 100 ani de la nașterea lui Kim Il-sung, fondatorul republicii.
- 13 aprilie: Vulcanul Etna erupe din nou, pentru a șasea oară în 2012.
- 15 aprilie: Centenarul scufundării Titanicului, comemorat în mai multe colțuri ale lumii.
- 20 aprilie: Accident aviatic în Pakistan rezultat cu 127 de morți.
- 22 aprilie: Alegeri prezidențiale în Franța - primul tur: François Hollande 8,63%, Nicolas Sarkozy 27,18% și Marine Le Pen 17,90%.
- 23 aprilie: Premierul olandez Mark Rutte a prezentat reginei demisia Guvernului minoritar de centru-dreapta.
- 26 aprilie: Fostul președinte al Liberiei, Charles Taylor, este găsit vinovat de 11 capete de acuzare pentru complicitate la crime de război și crime împotriva umanității în timpul războiului civil din Sierra Leone.
- 27 aprilie: Guvernul Ungureanu a căzut în urma adoptării Moțiunii de cenzură intitulate „Opriți Guvernul șantajabil. Așa nu, niciodată” organizată de USL, după cel mai scurt mandat din istoria României moderne (doar 78 de zile de la învestire). Moțiunea a fost adoptată cu 235 de voturi „pentru”, iar 9 parlamentari au votat „împotrivă”. Pentru adoptare, erau necesare 231 de voturi.[12]

### Mai
- 2 mai: Tabloul Țipătul pictat de Edward Munch, a fost vândut la New York pentru suma de 120 milioane de dolari.
- 6 mai: Alegeri prezidențiale în Franța - al doilea tur desfășurat între Sarkozy și Hollande. Președintele ales al Franței, François Hollande, a obținut 51,62% din voturile exprimate, față de 48,38% cât a obținut Nicolas Sarkozy.
- 6 mai: Alegeri legislative anticipate în Grecia: Stânga radicală și partidul de extremă dreaptă neonazist „Zori aurii”, ce a câștigat câteva locuri în Parlament la alegerile de la 6 mai și care urmează să aibă loc din nou pe 17 iunie, dat fiind că formațiunile politice intrate în Parlament nu au fost în stare să alcătuiască un guvern.
- 6 mai: Alegeri locale, legislative și prezidențiale în Serbia.
- 7 mai: Alegeri legislative în Siria.

- 7 mai: Vladimir Putin a fost învestit oficial în funcția de președinte al Federației Ruse pentru al treilea mandat, fiind al 2-lea președinte al Rusiei.
- 7 mai: Guvernul Victor Ponta este validat de Parlament și învestit oficial de președintele Traian Băsescu.
- 18 mai: Summit-ul G8 de la Cape David-Maryland.
- 18 mai: Debutul Facebook pe bursa Nasdaq de la New York a dezamăgit, acțiunile rețelei de socializare închizând în stagnare, din cauza unor erori care au întârziat tranzacțiile și valorii de piață uriașe la care s-a listat compania.
- 19 mai: Disidentul orb Chen Guangcheng a plecat din China spre Statele Unite, punând capăt disputei diplomatice dintre cele două superputeri.
- 20 mai: Naționalistul Tomislav Nikolić a câștigat alegerile prezidențiale din Serbia.
- 20 mai: Siria: Sute de morți în urma masacrului din Houla.
- 22 mai: Tokyo Skytree a fost deschis publicului.
- 26 mai: Cântăreața Loreen din Suedia câștigă a 57-a ediție a Concursului Muzical Eurovision cu piesa "Euphoria".
- 29 mai: Cutremur în Italia. Cel puțin 13 persoane au murit.

### Iunie
- 2 iunie: Fostul președinte egiptean, Hosni Mubarak și ministrul său de interne, Habib el-Adli, au fost condamnați la închisoare pe viață pentru moartea a aproape 850 de manifestanți anul trecut.
- 2-5 iunie: Britanicii sărbătoresc timp de 4 zile jubileul de diamant, cu petreceri în stradă și concerte.
- 2-9 iunie: A 49-a ediție a Turului României. Câștigător a fost croatul Matija Kvasina.
- 5 iunie: Abu Yahya al-Libi, numărul doi al rețelei Al-Qaida, ar fi fost ucis în Pakistan de către o dronă americană conform informațiilor Pentagonului.
- 6 iunie: Al doilea și ultimul tranzit solar al planetei Venus al acestui secol; următoarea pereche este prevăzută să apară în 2117 și 2125.
- 9 iunie - 1 iulie: Campionatul European de Fotbal 2012 se desfășoară în Polonia și Ucraina.
- 10 iunie: Alegeri locale în România. USL câștigă majoritatea Consiliilor Județene și primăriilor în țară.
- 12 iunie: Organizația Mondială a Sănătății a reclasificat gazele de eșapament emise de motoarele diesel - cele care funcționează cu motorină - în categoria substanțelor asociate cu apariția cancerului.[13]
- 13 iunie: Fostul președinte al Tunisiei, Zine El Abidine Ben Ali, este condamnat la 20 de ani închisoare în absență de către un tribunal militar pentru incitare la crimă și violență în timpul revoltei care l-a demis pe Ben Ali, în ianuarie 2011.
- 14 iunie: Curtea Constituțională din Egipt a decis că o treime din deputații actualului Parlament nu au fost aleși în condiții "constituționale". În urma deciziei, camera inferioară a Parlamentului va fi dizolvată fiind necesar organizarea de noi alegeri parlamentare.
- 16 iunie: ONU își suspendă misiunea în Siria, din cauza intensificării violențelor.
- 16 iunie: China a lansat cu succes nava Shenzhou 9 cu un echipaj de trei astronauți - inclusiv prima femeie chineză în spațiu, Liu Yang - spre modulul statiei spațiale Tiangong-1.[14]
- 17 iunie: Al doilea tur al alegerilor prezidențiale din Egipt, după 30 ani de regim "Mubarak".
- 17 iunie: Alegeri parlamentare în Grecia. Grecii sunt chemați să își aleagă Parlamentul pentru a doua oară în mai puțin de o lună și jumătate, după ce scrutinul din 6 mai nu a reușit să ofere țării un guvern de coaliție.[15][16]

- 19 iunie: Fondatorul site-ului, Julian Assange, se refugiază în ambasada Ecuadorului din Londra cu scopul de a se sustrage unei extrădări către Suedia, unde este acuzat de viol și agresiune sexuală. De atunci, trăiește închis în sediul ambasadei și obține, în august, azil politic.
- 20 iunie: Adrian Năstase a fost condamnat la 2 ani de închisoare cu executare de magistrații Curții Supreme în dosarul "Trofeul calității". Decizia - definitivă și irevocabilă - a fost luată cu unanimitate, fără opinie separată.[17][18] În timp ce era așteptat de polițiști pentru a fi dus la închisoare, Adrian Năstase a încercat să se sinucidă cu un pistol; tentativa de suicid s-a soldat cu mai multe plăgi în zona gâtului.[19]
- 22 iunie: Președintele Paraguayului, Fernando Lugo, a fost demis de către Senat.[20]
- 22 iunie: Un avion turc a fost doborât de forțele siriene în spațiul aerian internațional.[21]
- 23 iunie: Un nou guvern, condus de fostul ministru al agriculturii Riad Hijab, a fost format în Siria.[22]
- 24 iunie: Candidatul Fraților Musulmani, Mohamed Morsi, a fost declarat învingătorul alegerilor prezidențiale din Egipt, de președintele Comisiei Electorale, Faruk Soltan.[23]
- 24 iunie: Singuraticul George, ultima țestoasă din specia ei din Galapagos, a murit la circa 100 de ani.
- 28 iunie: Turcia a trimis un număr mare de tancuri și alte vehicule blindate la granița cu Siria pe fondul tensiunilor în creștere cu regimul de la Damasc, după ce antiaeriana siriană a doborât un avion de vânătoare turc.
- 29 iunie: Președintele american, Barack Obama, a instituit "starea de catastrofă" în statul Colorado (vest), unde incendiile au distrus sute de case și au condus la evacuarea a aproximativ 36.000 de persoane.
- 30 iunie: Ultimul minut din această lună va avea 61 de secunde.
- 30 iunie: Mohamed Morsi, candidatul mișcării islamiste Frații Musulmani, depune jurământul, devenind primul președinte civil și islamist al țării, după ce obține o victorie în primele alegeri prezidențiale post-Mubarak.

### Iulie
- 1 iulie: Cipru preia de la Danemarca președinția Consiliului Uniunii Europene.
- 1 iunlie: Intră în vigoare un embargo petrolier fără precedent al UE, urmat de noi sancțiuni occidentale menite să oblige Teheranul să cedeze în legatură cu activități nucleare controversate.
- 1 iulie: Spania a învins Italia în finala Campionatului European de Fotbal 2012.
- 1 iulie: Alegeri prezidențiale în Mexic. Enrique Pena Nieto este noul președinte ales al Mexicului.
- 4 iulie: CERN a anunțat observarea unui boson masiv compatibil cu bosonul Higgs.

- 5 iulie: "The Shard" (Ciobul), cea mai înaltă clădire din Europa (309,6 m) s-a deschis oficial la Londra. "The Shard" este deținută de guvernul din Qatar în proporție de 95%. Până la sfârșitul anului, clădirea va fi detronată de Mercury City Tower (339 metri), din Rusia.
- 6 iulie: Președintele Traian Băsescu a fost suspendat pentru a 2-a oară de Parlamentul României. În favoarea suspendării au votat 256 de parlamentari, contra suspendării 116. Locul lui Traian Băsescu în fruntea statului este luat de președintele Senatului, Crin Antonescu, ca președinte interimar. La data de 29 iulie 2012 va avea loc un referendum național în legătură cu demiterea președintelui.
- 7 iulie: Alegerea unei Adunări Naționale, primele alegeri libere organizate în țară după zeci de ani de dictatură sub Muammar al-Gaddafi.
- 11 iulie: Astronomii au anunțat descoperirea lui S/2012 (134340) 1, al 5-lea satelit al planetei pitice Pluto.
- 12 iulie: Prințul moștenitor tongan Tupouto'a 'Ulukalala s-a căsătorit cu Sinaitakala Fakafanua la Nukuʻalofa. Căsătoria, prima pentru un prinț moștenitor tongan în 65 de ani, a stârnit controverse deoarece cei doi sunt veri de gradul doi.
- 14 iulie: S-a disputat Supercupa României la fotbal, între CFR Cluj și Dinamo București, pe Arena Națională, câștigată de Dinamo București.
- 15 iulie: Reprezentanții de la Crucea Roșie declară că, de fapt, conflictul din Siria este un război civil, ceea ce înseamnă că de acum combatanții vor fi supuși oficial Convențiilor de la Geneva.[24]
- 17 iulie: O delegație iraniană a venit în Coreea de Nord pentru o serie de discuții, cele două state propunând "un front comun împotriva imperialismului și a hegemoniei".
- 18 iulie: Atentat în Bulgaria: cel puțin 7 persoane au fost ucise și numeroase altele au fost rănite într-o explozie care a vizat un autocar cu turiști israelieni în parcarea aeroportului din stațiunea bulgară Burgas.

- 18 iulie: Ministrul sirian al Apărării, Dawoud Rajiha și un cumnat al lui Assad, uciși în atentatul sinucigaș de la Damasc.
- 19 iulie: Debutează Bătălia de la Alep dintre armatele forțelor siriene guvernamentale și rebeli.
- 20 iulie: Un bărbat care purta o mască de gaze a împușcat mortal 12 persoane și a rănit circa 59 la premiera filmului "The Dark Knight Rises" din seria Batman, la un cinema din Denver, Colorado.
- 20 iulie: Madridul, care se confruntă cu o panică a piețelor și o nemulțumire socială fără precedent, obține din partea Zonei Euro, un plan de ajutorare destinat recapitalizării băncilor. La începutul lui august, guvernul Mariano Rajoy adoptă un plan de austeritate care prevede economisirea sumei de 150 miliarde euro.
- 22 iulie: Pranab Mukherjee a câștigat alegerile prezidențiale din India.
- 23 iulie: Irak: Cele mai sângeroase atentate din ultimii doi ani, cel puțin 91 de morți și 161 de răniți.
- 24 iulie: Președintele ghanez John Atta Mills a murit subit la vârsta de 68 de ani.
- 27 iulie: Ceremonia de deschidere a Jocurile Olimpice de vară din 2012 la Londra.
- 29 iulie: În România se desfășoară referendumul pentru demiterea președintelui suspendat Traian Băsescu.
- 30-31 iulie: În India a avut loc cea mai mare pană de curent din istorie care a lăsat 620 milioane de indieni fără curent electric.

### August
- 2 august: Kofi Annan demisionează din funcția de emisar internațional pentru Siria.
- 6 august: Mars Science Laboratory, cunoscut și ca rover-ul Curiosity, lansat de NASA la 26 noiembrie 2011, a ajuns pe Marte.
- 11 august: 306 morti și 3.037 de răniți în urma a două cutremure importante care s-au produs în regiunea Tabriz, în nord-vestul Iranului.
- 12 august: Ceremonia de închidere a Jocurile Olimpice de vară din 2012 din Londra, Regatul Unit al Marii Britanii.
- 16 august: Concert Lady Gaga la București.
- 17 august: În Federația Rusă, cele trei membre ale formației Pussy Riot sunt declarate "vinovate de huliganism" si arestate.
- 21 august: Premierul etiopian Meles Zenawi a decedat în noaptea de luni spre marți, a anunțat purtătorul de cuvânt al Guvernului etiopian Bereket Simon.
- 21 august: Curtea Constituțională a invalidat referendumul pentru suspendarea lui Traian Băsescu cu 6 voturi pentru și 3 contra.
- 24 august: În urma unui proces marcat de provocări, extremistul Anders Behring Breivik este găsit vinovat de comiterea atentatelor de la Oslo și Utoeya, soldate cu 77 de morți în iulie 2011. El a fost condamnat la 21 de ani închisoare, pedeapsa maximă, care poate fi prelungită atât timp cât va fi considerat periculos.
- 29 august: Încep Jocurile Paralimpice de vară, Londra.
- 31 august: Chirurgii din orașul britanic Manchester au efectuat cu succes primul implant a unui ochi bionic - prototip cu 24 de electrozi.
- 31 august: Armenia taie relațiile diplomatice cu Ungaria, în urma extrădării de grațiere din Azerbaidjan a lui Ramil Safarov, care a fost condamnat pentru uciderea unui soldat armean în Ungaria, în 2004.

### Septembrie
- septembrie: Scandal diplomatic China - Japonia pe tema disputării insulelor Senkaku. Proteste anti-japoneze la Beijing. Navele chineze patrulează în jurul insulelor din Marea Chinei de Est administrate de Japonia, dar revendicate de Beijing.
- 4 septembrie: Separatiștii din cadrul Partidului din Quebec obțin o victorie în alegerile legislative din această provincie. Noul Guvern anulează o creștere a taxelor de școlarizare care a provocat, de la începutul lui februarie, o importantă mișcare de contestare, cunoscută sub numele de "Primăvara arțarului".
- 7 septembrie: Cel puțin 80 de persoane au murit, iar alte 731 au fost rănite în urma seismelor care au zguduit sud-vestul Chinei, potrivit unui nou bilanț publicat astăzi de agenția chineză de știri Xinhua.
- 8 septembrie: Peste 12.000 de manifestanți au ieșit în stradă sâmbătă seara la Salonic (nord) pentru a protesta față de noile măsuri de austeritate solicitate Greciei de către UE și FMI, onorând tradiționala reunire anuală a revoltei sociale.
- 8 septembrie: Canada a întrerupt relațiile diplomatice cu Iranul.
- 9 septembrie: Sfârșitul Olimpiadei Paralimpice de vară 2012, Londra.
- 9 septembrie: Un val de atentate coordonate împotriva forțelor de securitate, se soldează cu aproape 90 de morți și peste 400 de răniți și sunt revendicate de către Statul Islamic Irak (ISI), o filială a rețelei teroriste Al-Qaida în această țară. Luna septembrie este cea mai sângeroasă înregistrată în ultimii doi ani, cu 365 de morți.
- 9 septembrie: Justiția irakiană l-a condamnat la moarte, în contumacie, pe vicepreședintele Tarek al-Hachemi, unul dintre principalii lideri suniți ai țării, pentru uciderea unei avocate și a unui general.

- 11-22 septembrie: Valuri de proteste musulmane în țăriile arabe. Ambasada Statelor Unite de la Cairo, Egipt și Consulatul din Benghazi, Libia au fost atacate de protestatari din cauza unui film postat pe YouTube, o parodie anti-islamică, numită "Inocența musulmanilor", produsă de diaspora coptă-creștină din Washington, batjocorindu-l pe profetului Muhammad. Christopher Stevens, ambasadorul SUA în Libia, și alți 3 americani din Benghazi au fost uciși. Incidentul a avut loc chiar în ziua când s-au împlinit 11 ani de la Atentatele de la 11 septembrie. Din Africa până în Asia Centrală, musulmanii au protestat violent în fața ambasadelor americane, denunțând insulta adusă religiei lor. În numai 2 zile, protestele s-au propagat rapid în țări precum Maroc, Tunisia, Sudan, Yemen, Iran, Israel, Irak, Pakistan și Bangladesh.
- 12 septembrie: iPhone 5 a fost lansat oficial la San Francisco. Noul iPhone 5 va fi de două ori mai rapid, va putea face fotografii și înregistrări video în același timp de 1080 p, va avea stabilizare video, recunoaștere facială și mod panoramic de fotografiere.
- 13 septembrie: Vulcanul de Foc din Guatemala a avut cea mai puternică erupție din ultimii 10 ani, coloanele de fum și cenușă fiind vizibile la cel puțin 75 de km. Autoritățile din Guatemala au anunțat că peste 10.000 de persoane din satele din jurul vulcanului au fost deja evacuate, urmând ca în total să fie peste 33.000 de oameni relocați.
- 14 septembrie: Coaliția este afectată de cele mai importante pierderi materiale înregistrate din 2001, în timpul unui atac al talibanilor asupra Camp Bastion (sud), organizat în semn de protest față de un film american antiislamic, care afectează mai multe țări musulmane. De la începutul anului, aproximativ 60 de militari NATO au fost uciși de către persoane purtând uniformă afgană.
- 21 septembrie: Washingtonul anunță că 33.000 de americani staționați suplimentar prin ordinul președintelui Barack Obama au părăsit Afganistanul. În noiembrie, Franța își retrage ultimele trupe de luptă. Misiunea de luptă a forțelor coaliției urmează să se încheie la sfârșitul lui 2014.
- 25 septembrie: Mii de spanioli au ieșit în stradă în Madrid. Manifestanții anti-austeritate s-au adunat în jurul clădirii parlamentului, unde doreau să formeze un gigantic lanț uman. Întrunirea a degenerat, iar manifestarea s-a transformat într-un protest violent, fiind necesară intervenția forțelor de ordine.
- 26 septembrie: Grevă generală în Grecia.
- 28 septembrie: Realizatorul filmului "Inocența musulmanilor", Nakoula Basseley Nakoula, care a înfuriat comunitatea musulmană a fost arestat.

### Octombrie
- 1 octombrie: Kraft Foods, distribuitor și producător american de produse alimentare își schimbă denumirea în Mondelēz International Inc.
- 3 octombrie: Cel puțin 5 oameni au murit și alți 9 au fost răniți în Turcia, într-un atac cu obuze lansate din Siria, într-o localitate situată la frontiera dintre cele două state. În replică, Ankara a bombardat ținte situate pe teritoriul sirian. Reuniune de urgență a țărilor membre NATO.
- 9 octombrie: Malala Yousafzai, o adolescentă în vârstă de 15 ani, care militează pentru dreptul la educație al fetelor, este rănită grav într-un atentat care o vizează, organizat de către talibani. Malala, al cărei caz bulversează milioane de persoane în Pakistan și în străinătate, este spitalizată în Anglia.
- 10 octombrie: Premiul Nobel pentru Chimie 2012, a fost decernat lui Robert J. Lefkowitz și Brian K. Kobilka „pentru studii asupra receptorilor cuplați cu proteine G”.
- 11 octombrie: Premiul Nobel pentru literatură 2012, a fost decernat scriitorului chinez Mo Yan, ''care cu realism halucinant îmbină povești populare, istorie și contemporaneitate”.
- 12 octombrie: Premiul Nobel pentru Pace 2012, a fost decernat Uniunii Europene, care ''pentru peste șase decenii a contribuit la progresul păcii și reconcilierii, democrației și drepturilor omului în Europa”.
- 14 octombrie: În cadrul proiectului Red Bull Stratos, inițiat în 2007 și sponsorizat de firma Red Bull, decolând de pe aeroportul bazei aeriene Walker din Roswell, statul New Mexico (SUA), parașutistul austriac Felix Baumgartner a urcat cu un balon umplut cu heliu până în stratosferă, îmbarcat într-o nacelă etanșă, din care a sărit de la altitudinea de 39,045 km. În prima parte a coborârii în cădere liberă, a depășit viteza sunetului, atingând 1.342,8 km/h, cea mai mare viteză cu care s-a deplasat până la acea dată un om care nu se afla într-un vehicul.
- 15 octombrie: A decedat, la vârsta de 89 de ani, Norodom Sihanouk, fostul rege al Cambodgiei.
- 15 octombrie: Premiul Sveriges Riksbank în științe economice, în memoria lui Alfred Nobel, 2012, a fost decernat lui Alvin E. Roth și Lloyd S. Shapley ''pentru teoria alocațiilor stabile și practica mecanismelor de piață”.
- 16 octombrie: Doi români au furat, în 2 minute, 7 tablouri (picturi în ulei și acuarele) de la muzeul Kunsthal din Roterdam, în valoare estimată de 18 milioane euro; pânzele erau semnate de Picasso, Matisse, Monet și Gauguin. În august 2013, în urma analizei fizico-chimică a cenușei recuperate de la inculpați, a reieșit că cenușa provine de la arderea a cel puțin 3 tablouri.
- 17 octombrie: Circa 75.000 persoane participă la mega-mitingul USL de la Arena Națională.
- 18 octombrie: Cel puțin 49 de persoane, dintre care 23 de copii, au fost ucise în bombardamentele armatei siriene asupra Maaret al-Noomane, oraș-cheie aflat sub controlul rebelilor în nordul Siriei.
- 18 octombrie: Guvernul și rebeliunea marxistă a Forțelor Armate Revoluționare Columbiene (FARC), deschid în mod oficial, în Norvegia, negocieri de pace, primele după 10 ani, menite să pună capăt celui mai vechi conflict armat din America de Sud.
- 18 octombrie: Ciocniri între polițiști și protestatari la Atena. A 20-a grevă generală din ultimii 2 ani.
- 20 octombrie: Nuntă regală în ducatul de Luxemburg. Guillaume, cel de-al șaptelea membru din dinastia Nassau-Weilbourg care va urca pe tronul marelui ducat al Luxemburgului, se căsătorește astăzi cu contesa belgiană Stéphanie de Lannoy.
- 20 octombrie: Khamis Gaddafi, fiul cel mic al fostului dictator libian, se presupune că a fost ucis în timpul luptelor în orașul Bani Walid, la un an în care forțele rebele l-au ucis pe tatăl său, Muammar al-Gaddafi.
- 22 octombrie: Conflictul din Liban: Armata libaneză lansează o operațiune pentru a potoli violența sectară în Beirut declanșată după asasinarea lui Wissam Al-Hassan.
- 22 octombrie: Războiul civil sirian: Un soldat iordanian moare în timpul unui schimb de focuri între trupele iordaniene și militanții islamici care încercau să treacă ilegal frontiera în Siria.
- 23 octombrie: Zeci de mii de oameni protestează în Ungaria împotriva premierului Viktor Orban.
- 24 octombrie: Proteste de amploare în Spania: mii de persoane au manifestat la Madrid împotriva măsurilor de austeritate.
- 25 octombrie: Un nor toxic s-a format în Texas, după ce peste 1.100 litri de acid hidrocloric s-au scurs la o uzină din acest stat american, 9 persoane fiind rănite în incident, iar peste 45.000 de locuitori din Texas City au primit ordine să nu părăsească locuințele, să oprească aparatele de aer condiționat și să țină geamurile închise.

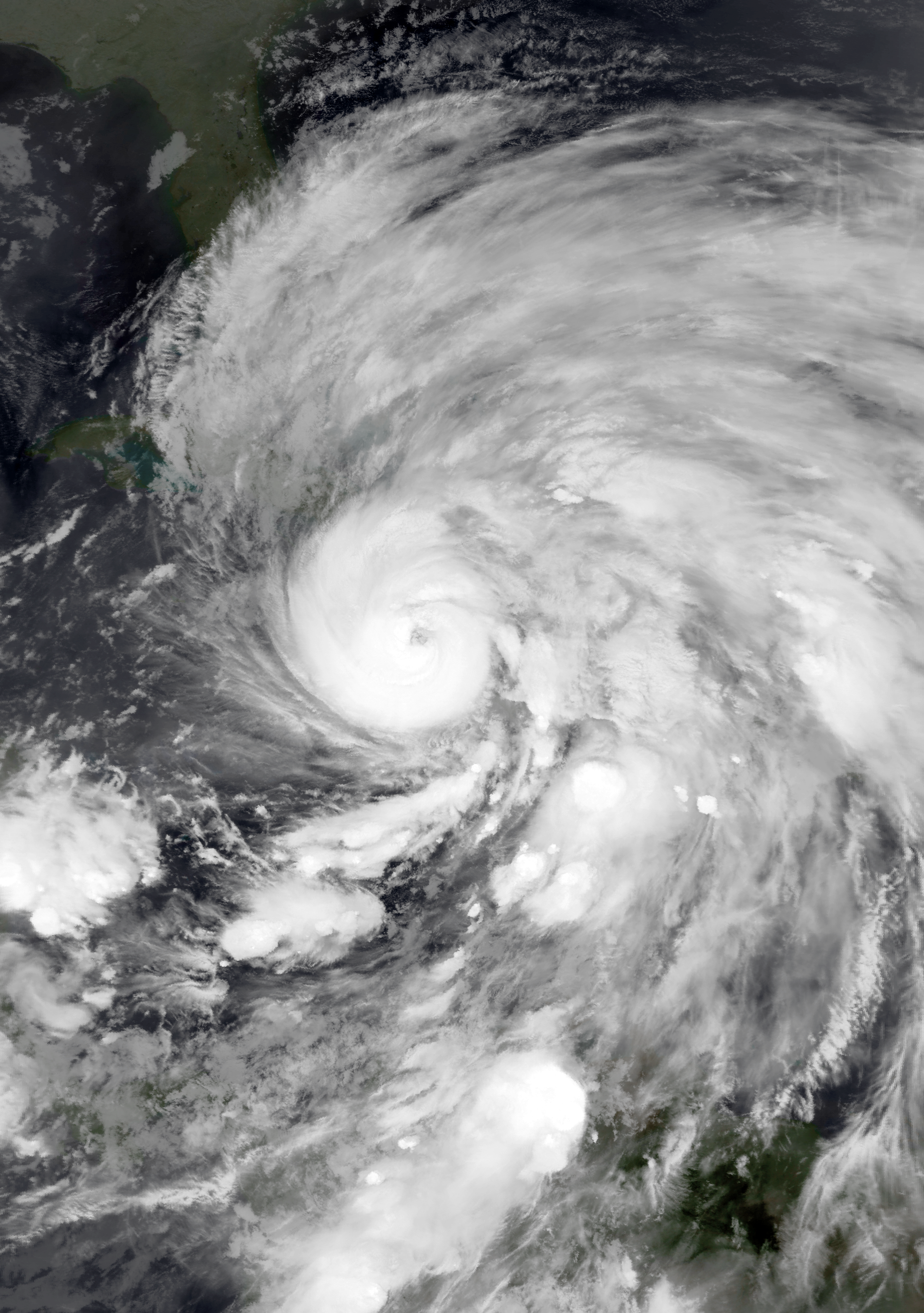
Uraganul Sandy

- 25 octombrie: Un cutremur cu magnitudinea de 5,3 grade Richter, s-a produs în noaptea de joi spre vineri la Mormanno, în regiunea Cosenza (sudul Italiei) provocând "prăbușiri și pagube" și evacuarea unui spital.
- 26 octombrie: Fostul premier italian, Silvio Berlusconi, a fost condamnat la 4 ani de închisoare cu executare, într-un dosar de fraudă fiscală. Recursul va fi stabilit pe 9 noiembrie.
- 28 octombrie: Un seism cu magnitudinea de 7,7 grade Richter, cu epicentrul în Insulele Queen Charlotte, a lovit coasta de vest a Canadei, fiind declanșată o alertă de tsunami, emisă pentru Hawaii care s-a produs sâmbătă la ora 20:04 (duminică 05:04, ora României).
- 28 octombrie: Partidul președintelui Viktor Ianukovici obține victoria în alegerile legislative din Ucraina. Scrutinul este criticat dur de Occident, în timp ce fostul premier Iulia Timoșenko este menținută în detenție.
- 29-30 octombrie: Uraganul Sandy a provocat daune majore, victime omenești, pe Coasta de est a SUA, inundații în anumite zone din New York. Uraganul Sandy a ucis 108 oameni în Caraibe, Bahamas, SUA și Canada.
- 31 octombrie: Disney anunță că va cumpăra LucasFilm pentru 4,05 miliarde dolari.

### Noiembrie

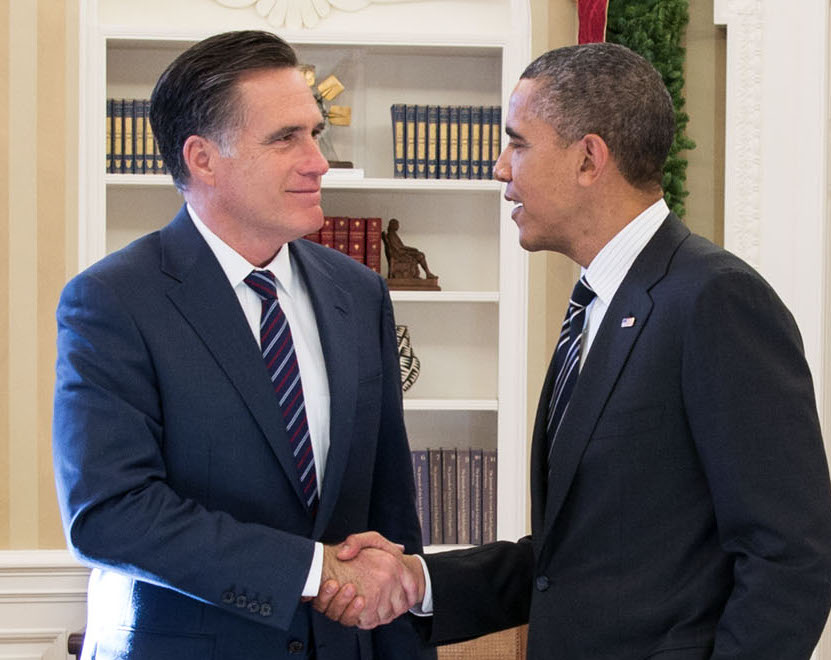
Președintele american Barack Obama și Mitt Romney

- 2 noiembrie: Un cutremur cu magnitudinea de 6,4 Richter a avut loc în cursul nopții de vineri spre sâmbătă pe insula filipineză Mindanao.
- 6 noiembrie: Alegeri prezidențiale în SUA.
- 7 noiembrie: Președintele Barack Obama a câștigat un nou mandat de 4 ani la Casa Albă cu 275 de voturi electorale, după ce și-a adjudecat Ohio, unul din statele cheie. Un candidat are nevoie de 270 de voturi în colegiul electoral pentru a câștiga cursa prezidențială.
- 8 noiembrie: Cel puțin 48 de persoane au murit, 150 au fost rănite și 23 sunt date dispărute în urma unui cutremur cu magnitudinea de 7,4 grade Richter înregistrat miercuri pe coasta pacifică a Guatemalei.
- 8 noiembrie: „Al 51-lea stat” pe harta SUA. Locuitorii din Puerto Rico au votat să devină americani.
- 8 noiembrie: Transfer de putere în China.
- 9 noiembrie: Directorul CIA generalul David Petraeus demisionează în urma dezvăluirii unei relații extraconjugale cu biografa sa. Scandalul îl afectează și pe generalul John Allen, actualul comandant al forțelor aliate în Afganistan. Nominalizarea sa, așteptată la conducerea supremă a NATO, este suspendată.
- 9 noiembrie: Un avion cargo al armatei algeriene s-a prăbușit, vineri după-amiază, în sudul Franței.
- 10 noiembrie: Un elicopter militar turc s-a prăbușit sâmbătă în orașul Siirt, situat în sud-estul Turciei. Incidentul s-a soldat cu moartea a 17 persoane aflate la bordul aparatului.
- 10 noiembrie: Armata siriană a distrus o navă care transporta insurgenți, pe Fluviul Eufrat, în partea de nord-est a Siriei.
- 10 noiembrie: Cel puțin 20 de militari sirieni au fost uciși sâmbătă în explozia a două vehicule-capcană în orașul Daraa, situat în sudul Siriei.
- 11 noiembrie: Schimburi de focuri au avut loc în cursul nopții de sambătă spre duminică la frontiera dintre Israel și Fâșia Gaza. Confruntările s-au soldat cu moartea a cel puțin 4 palestinieni și rănirea a 8 israelieni, în timp ce statul evreu amenință cu o ofensivă de amploare.
- 11 noiembrie: Un cutremur cu magnitudinea de 6,6 grade Richter s-a produs duminică, în Myanmar, provocând moartea a cel puțin 13 persoane și rănirea altor 40.
- 11 noiembrie: Israelul a lansat, duminică, obuze de artilerie spre teritoriul sirian, pentru prima dată după 1973, ripostând astfel la tiruri de obuze provenind din Siria.
- 11 noiembrie: Peste 30 de rachete lansate din Fâșia Gaza au lovit Israelul, după ce ieri a izbucnit o luptă în urmă căreia au fost uciși 6 palestinieni.
- 11 noiembrie: Fostul premier social-democrat Borut Pahor a creat o enormă surpriză, devansându-l pe președintele în exercițiu Danilo Türk (centru-stânga) în primul tur al alegerilor prezidențiale din Slovenia.
- 13 noiembrie: Eclipsă totală de soare vizibilă în nordul Australiei și în Pacificul de Sud.
- 14 noiembrie: Israelul a efectuat miercuri peste 20 de raiduri aeriene în Fâșia Gaza, 6 palestinieni fiind uciși, printre ei numărându-se liderul aripii militare a Hamas, Ahmad Jaabari.
- 15 noiembrie: Xi Jinping i-a succedat lui Hu Jintao la conducerea Partidului Comunist Chinez (PCC).
- 15 noiembrie: Un cutremur cu magnitudinea de 6,8 grade Richter a avut loc, în cursul nopții de vineri spre sâmbătă, în largul coastelor Rusiei, în Oceanul Pacific. Cutremurul a avut loc sâmbătă la ora locală 4:12 (vineri, 20:12, ora României), în Oceanul Pacific, la o adâncime de 4,9 km.

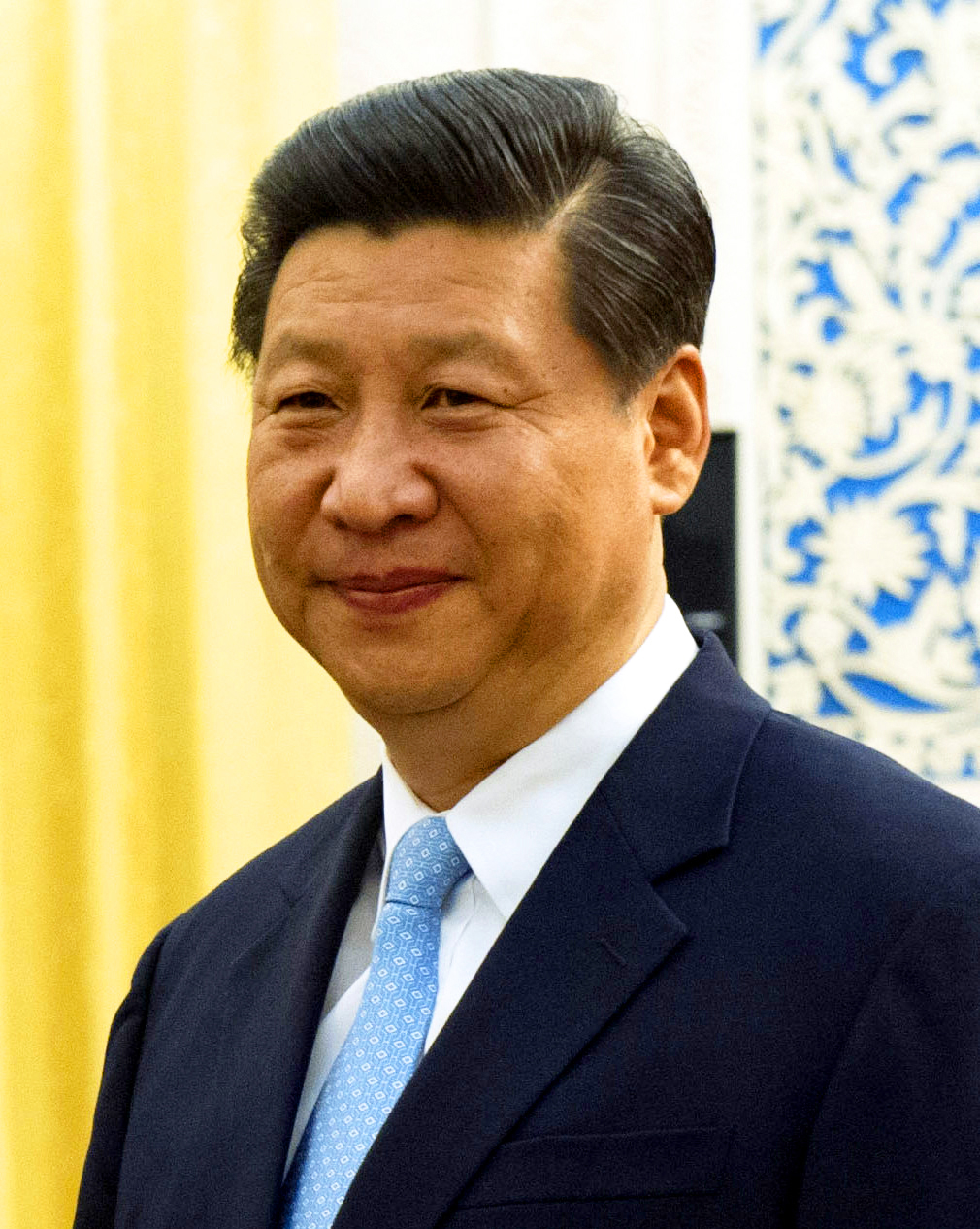
Xi Jinping, noul secretar-general al Partidului Comunist Chinez și președinte al Comisiei Militare Centrale a PCC, nominalizat și pentru funcția supremă de președinte al Republicii Chineze

- 20 noiembrie: Rebeli din cadrul M23 preiau aproape fără lupte controlul asupra orasului strategic Goma, capitala provinciei Nord-Kivu, în estul Republicii Democrate Congo (RDC). Ei se retrag din oraș la 1 decembrie, în urma unei mobilizări internaționale puternice.
- 22 noiembrie: Începe o gravă criză politică marcată de violențe, în urma unui decret prin care președintele Egiptului, Mohamed Morsi, își arogă puteri excepționale, care îl plasează deasupra oricărui control judiciar. Constituția este aprobată la 25 decembrie prin referendum, cu 63,8% din voturi.
- 25 noiembrie-2 decembrie: Taifunul Bopha, cunoscut ca "Pablo" în Filipine, a ucis 1.020 de oameni, 844 fiind dați dispăruți și cauzând daune majore în insula Mindanao.
- 27 noiembrie: Liderul istoric palestinian Yasser Arafat, decedat in 2004, este exhumat la Ramallah și sunt efectuate prelevări de pe rămășițele acestuia, predate unor experți internaționali cu scopul de a stabili dacă a fost otrăvit cu poloniu.
- 28 noiembrie: Periferia Damascului este afectată de cel mai sângeros atentat în rândul civililor (peste 54 de morți), la Jaramana, o localitate cu populație majoritară de druzi și creștini.
- 29 noiembrie: Palestina a devenit joi stat observator la ONU, în urma unui vot istoric al Adunării Generale, în pofida opoziției Statelor Unite ale Americii și Israelului.

### Decembrie

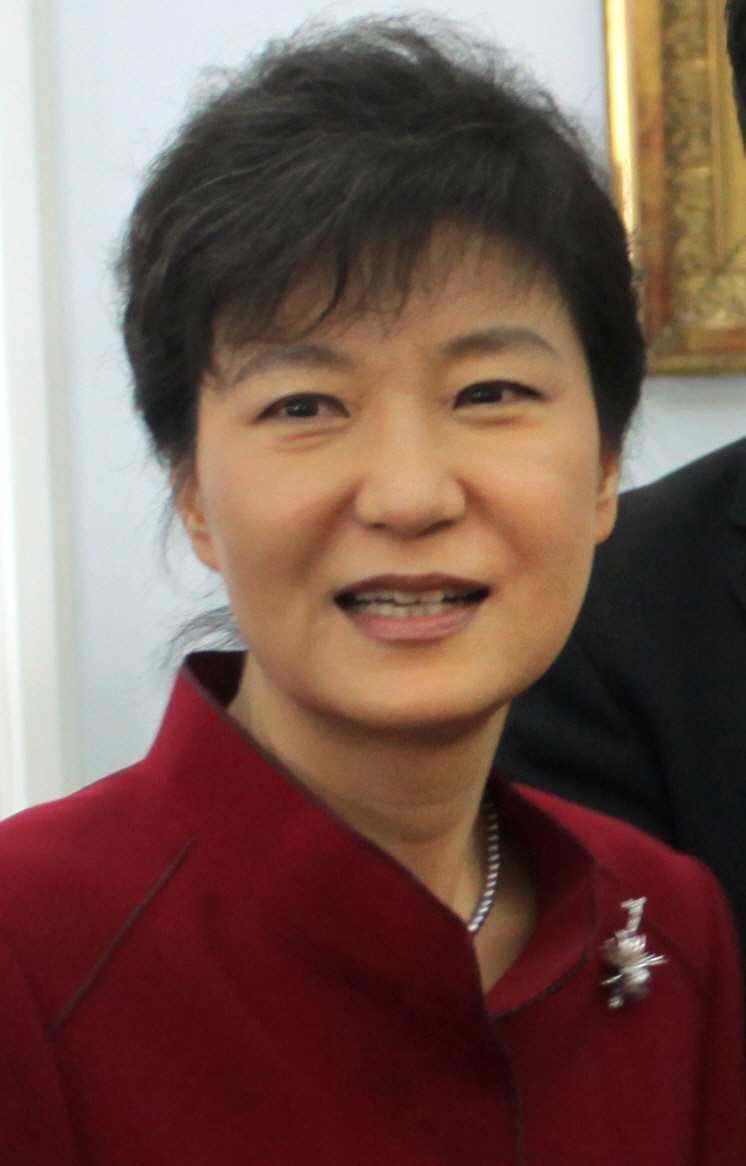
Park Geun-hye-prima femeie președinte aleasă a Coreei de Sud

- 1 decembrie: Învestirea președintelui Enrique Peña Nieto, care marchează în mod oficial revenirea la putere a Partidului Revoluționar Instituțional (PRI), care a condus țara începând din 1929 și până în 2000.
- 4 decembrie: Începe Campionatul European de Handbal Feminin, desfășurat în Serbia, și care va dura până în 16 decembrie.
- 4 decembrie: Taifunul Bopha, cel mai puternic din acest an în regiune (Filipine), devastează sudul țării și se soldează cu aproximativ 1.067 de morți și peste 800 dispăruți.
- 5 decembrie: Un cutremur cu magnitudinea de 5,6 grade Richter a avut loc luni seara, în estul Iranului, la frontiera cu Afganistanul.
- 7 decembrie: Un cutremur violent cu magnitudinea de 7,3 grade Richter, resimțit până la Tokyo, a avut loc vineri în largul nord-estului Japoniei.
- 8 decembrie: În Qatar, Conferința climatică a Națiunilor Unite e de acord cu extinderea Protocolului de la Kyoto până în 2020.
- 9 decembrie: Alegeri legislative în România, 2012.
- 12 decembrie: Phenianul efectuează un tir reușit de rachete care pune pe orbită un satelit, antrenând un val de condamnări din partea comunității internaționale, inclusiv a partenerului său chinez. Numeroase țări văd în acesta un test de rachetă balistică.
- 14 decembrie: Are loc un masacru la o școală primară din Connecticut, Statele Unite. Au decedat 28 de persoane și încă două au fost rănite. Majoritatea decedaților au fost copii cu vârste cuprinse între 5-10 ani și 6 adulți (inclusiv atacatorul și mama lui). Evenimentul a ajuns să fie cunoscut sub numele de: masacrul de la școala din Sandy Hook.

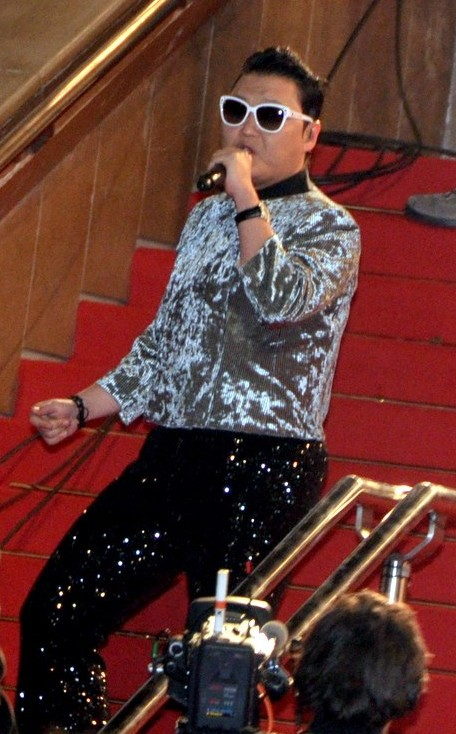
Piesa Gangnam Style, a cântărețului sud-coreean, PSY, devine cel mai vizualizat clip din istoria YouTube, cu peste 1.000.000.000 de vizualizări, în doar 5 luni de la lansare.

- 16 decembrie: Se termină Campionatul European de Handbal Feminin, câștigat de Muntenegru.
- 16 decembrie: În Japonia, Partidul Liberal-Democrat revine la putere, câștigând majoritatea absolută în Camera Deputaților, într-un context de dispută teritorială cu China în privința insulelor Senkaku, revendicate de Beijing sub numele de Diaoyu.
- 19 decembrie: Park Geun-hye, aleasă președinte al Coreei de Sud, este prima femeie care accede la această funcție.
- 21 decembrie: Italia: Mario Monti își prezintă demisia imediat după adoptarea definitivă a bugetului pe 2013, grăbită de retragerea susținerii de către Partidul Poporul Libertății (PDL) și revenirea în politică a liderului acestuia, Silvio Berlusconi. Parlamentul este dizolvat în ziua următoare, determinând convocarea de alegeri legislative anticipate.
- 21 decembrie: Videoclipul piesei Gangnam Style, a cântărețului sud-coreean, PSY, a devenit cel mai vizualizat clip din istoria YouTube, cu peste 1.000.000.000 de vizualizări, într-un timp record, 5 luni. Astfel depășește recordul cântărețului canadian Justin Bieber, cu piesa "Baby".
- 22 decembrie: Un elicopter al Misiunii ONU în Sudanul de Sud (Minuss) s-a prăbușit vineri în regiunea Jonglei, în estul țării. Cei patru membri ai echipajului au murit.
- 23 decembrie: Un cutremur cu magnitudinea de 5,8 grade Richter a avut loc duminică, în nord-estul Mării Negre, fiind resimțit în regiunea separatistă georgiană Abhazia și în orașul rus Soci.
- 29 decembrie: Cel puțin 397 de persoane au fost ucise în Siria, cea mai sângeroasă zi de la declanșarea conflictului sirian.

### Nedatate
- 28 de persoane, printre care 22 de copii originari din Belgia, mor într-un accident în care autocarul lor se lovește frontal de un perete al tunelului rutier Sierre, în cantonul Valais (sud).
- Consiliul Constituțional al Franței a respins introducerea impozitului de 75% asupra părții de venituri care depășește 1 milion de euro anual, ce este prevăzută în proiectul de buget pentru 2013 aprobat de parlament. Măsura administrației socialiste declanșase un mini-exod al bogaților francezi (printre care și actorul Gérard Depardieu) care s-au refugiat în Belgia pentru a evita efectele sale.
- Începe „cazul Bo Xilai”, un oficial atotputernic din orașul Chongqing, membru al Comitetului Central al Partidului Comunist Chinez. Acuzat de corupție „masivă” și de implicare în infracțiuni, el este deținut în secret, începând din aprilie, fiind exclus rând pe rând din toate organele de partid, în așteptarea unui proces.

## Arte și divertisment
- 29 februarie: Toto Cutugno concertează la Sala Palatului din București.[25]
- 17/18 martie: Lara Fabian concertează la Sala Palatului din București.
- 25 mai: Jose Carreras concertează la Sala Palatului din București.
- 19 iulie: Roxette concertează la Cluj Arena, Cluj-Napoca.
- 16 august: Lady Gaga concertează în Piața Constituției, București, parte a turneului mondial 2012/2014 The Born This Way Ball Tour.
- 31 august: Red Hot Chili Peppers concertează la Național Arena, București, în timpul turneului lor mondial 2011/2012 I'm with You Tour.
- 22 septembrie: Leonard Cohen concertează în Piața Constituției, București.
- 24 decembrie: Tudor Turcu a câștigat X Factor contra Nataliei Sălăgean și Ioanei Anuța, pregătite de Dan Bittman.

## Nașteri
- 23 februarie: Prințesa Estelle, Ducesă de Östergötland, nepoata regelui Carl XVI Gustaf al Suediei.

## Decese

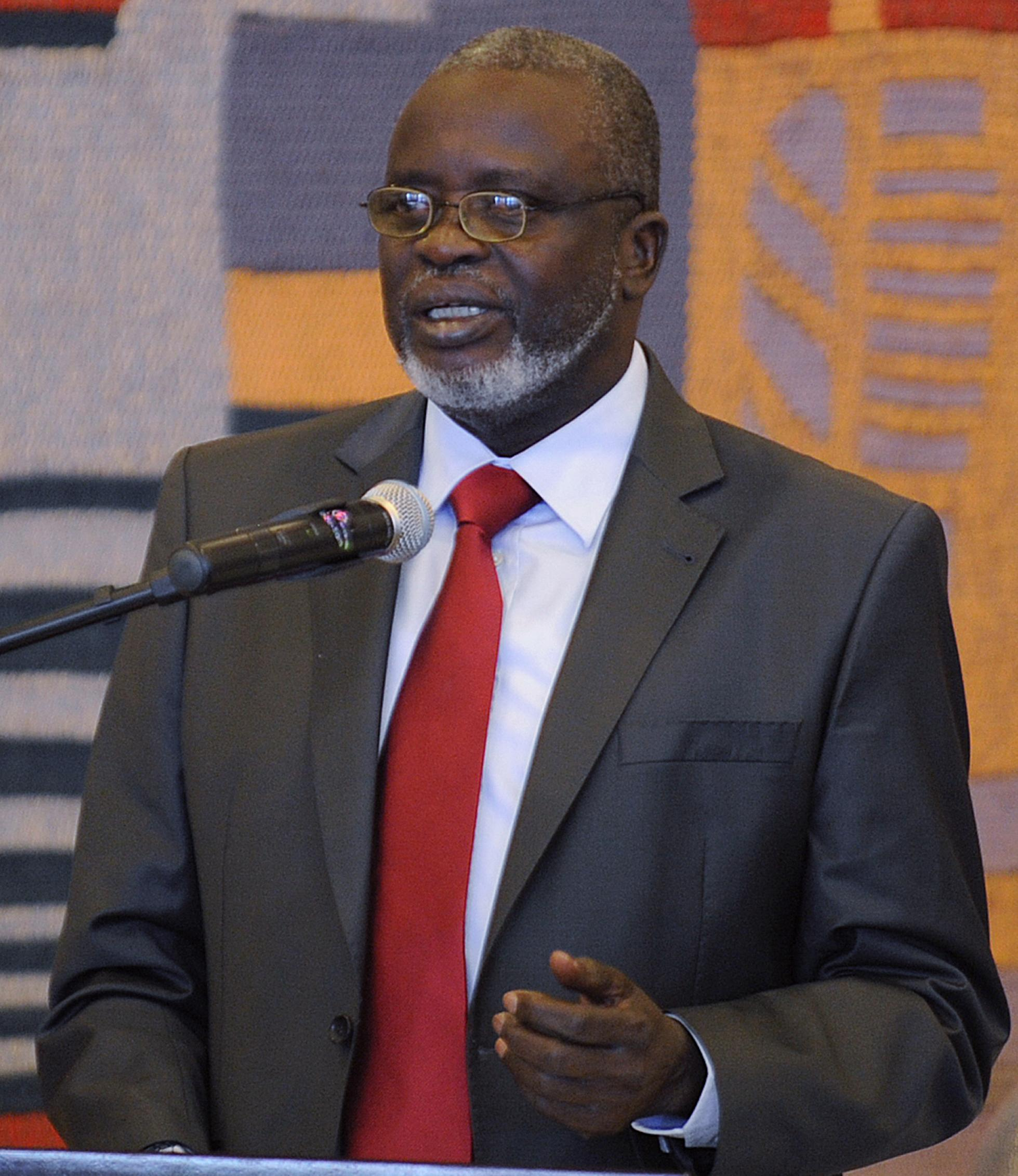
Malam Bacai Sanhá

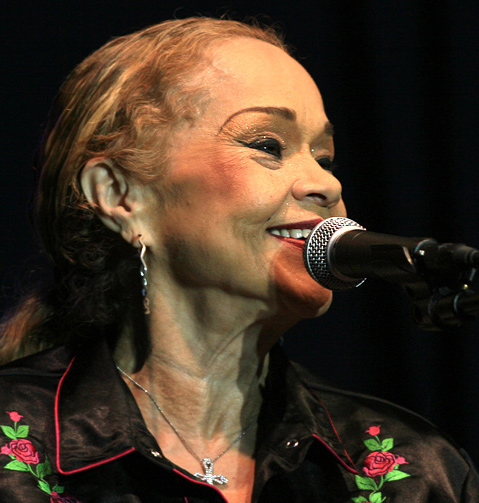
Etta James

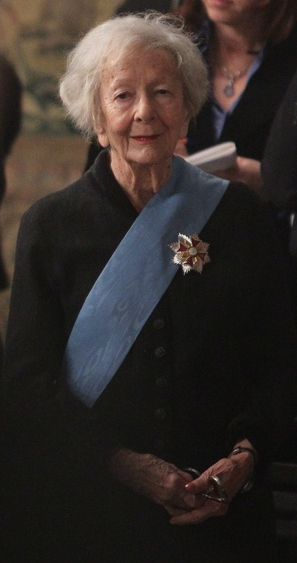
Wisława Szymborska

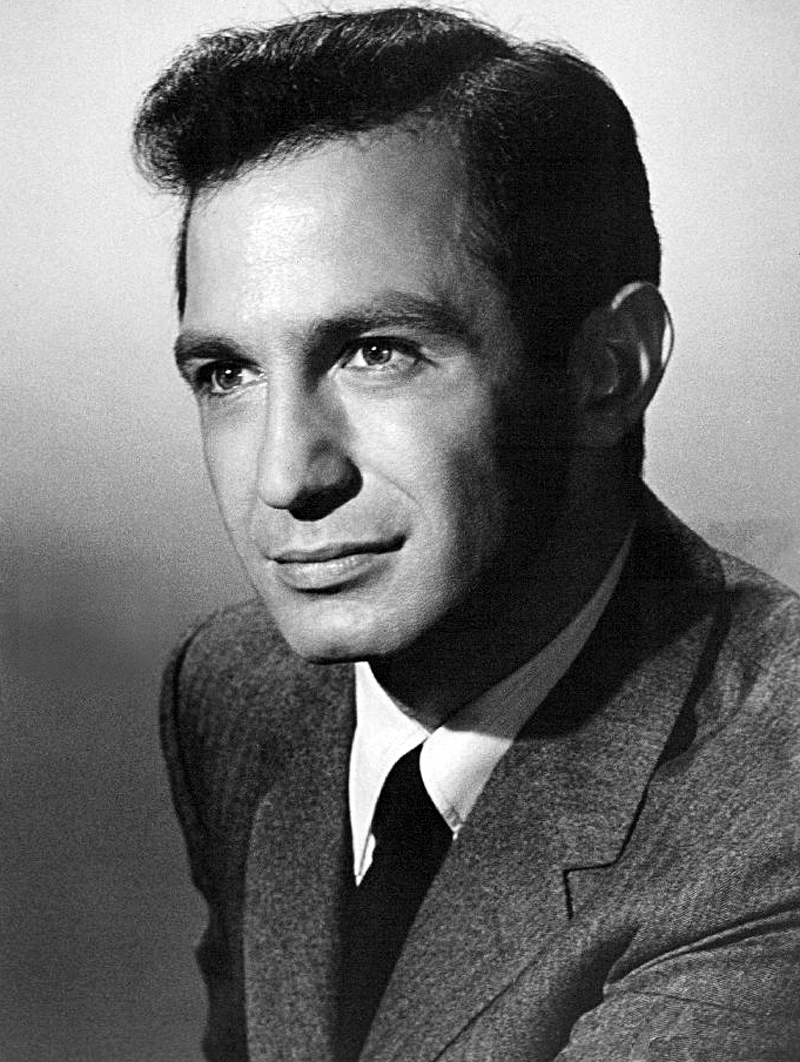
Ben Gazarra

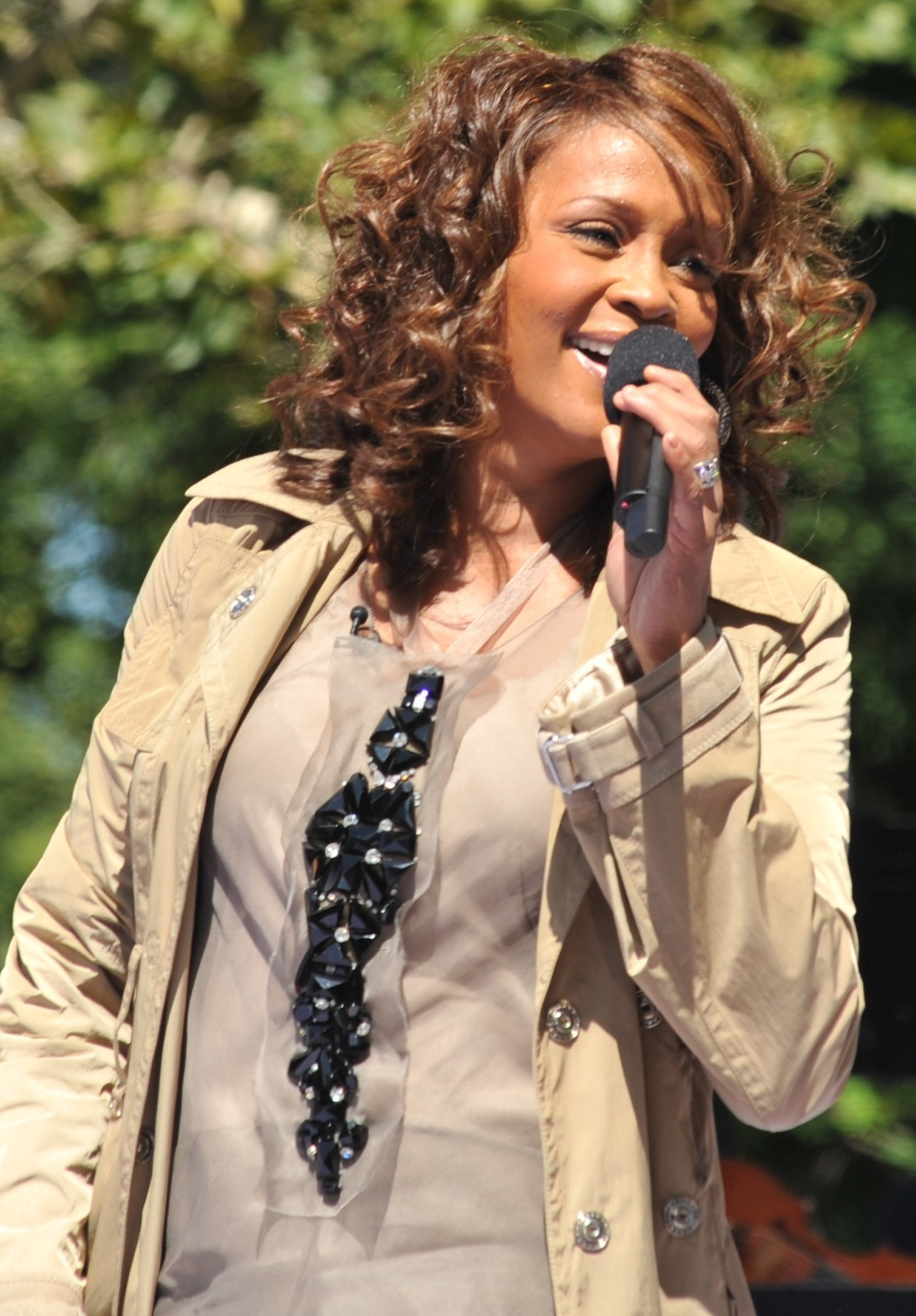
Whitney Houston

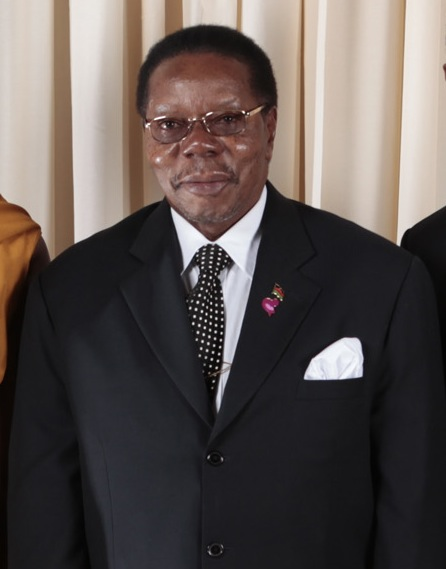
Bingu wa Mutharika

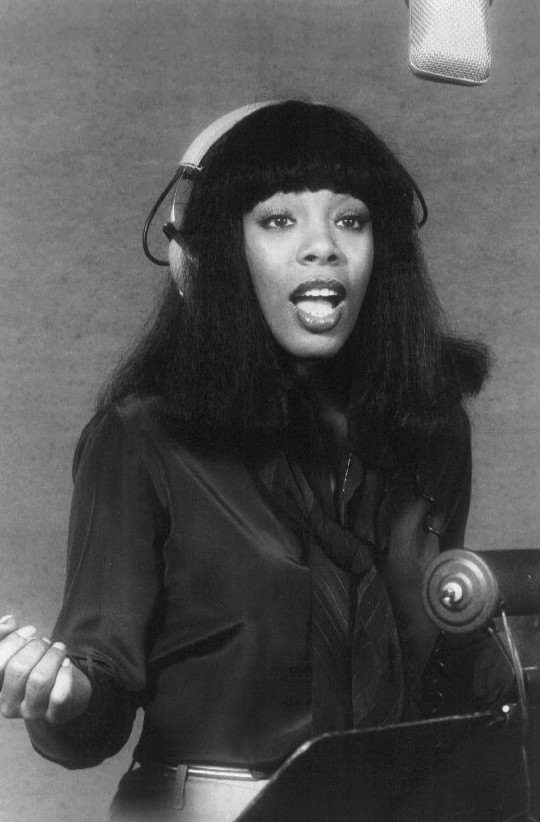
Donna Summer

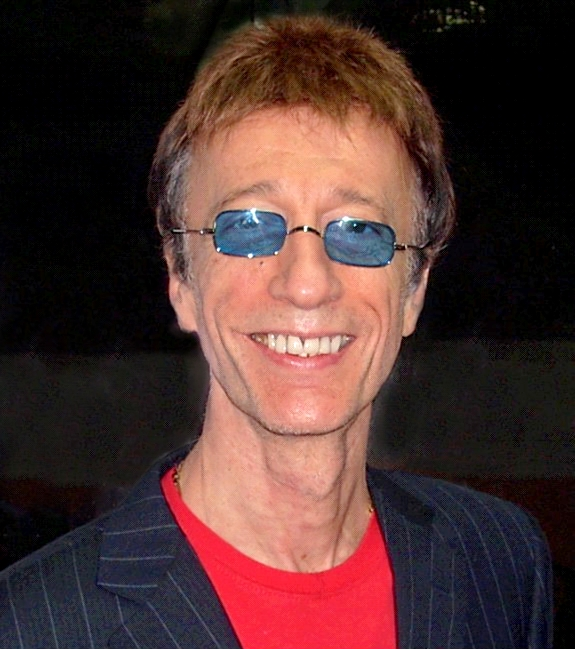
Robin Gibb

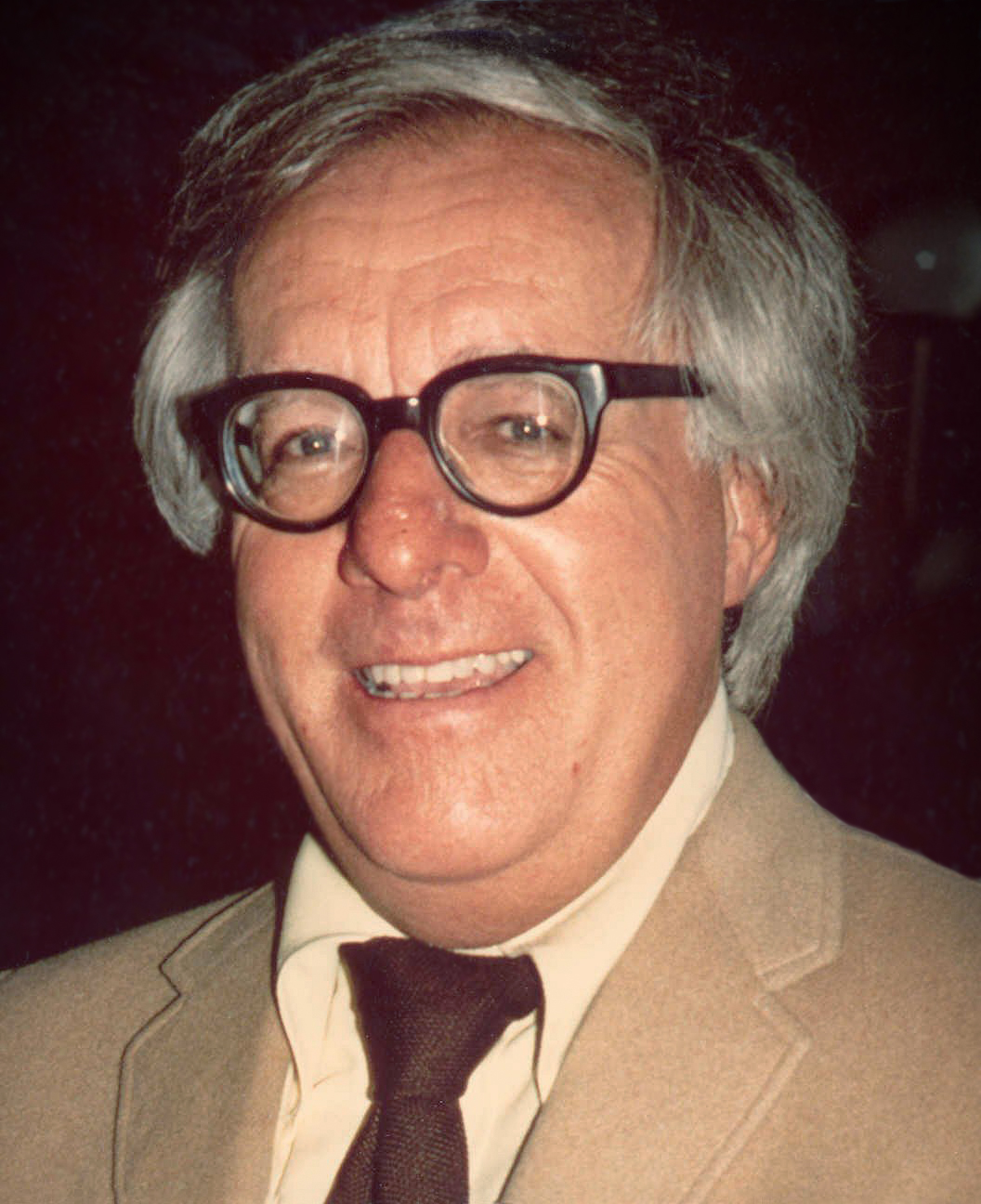
Ray Bradbury

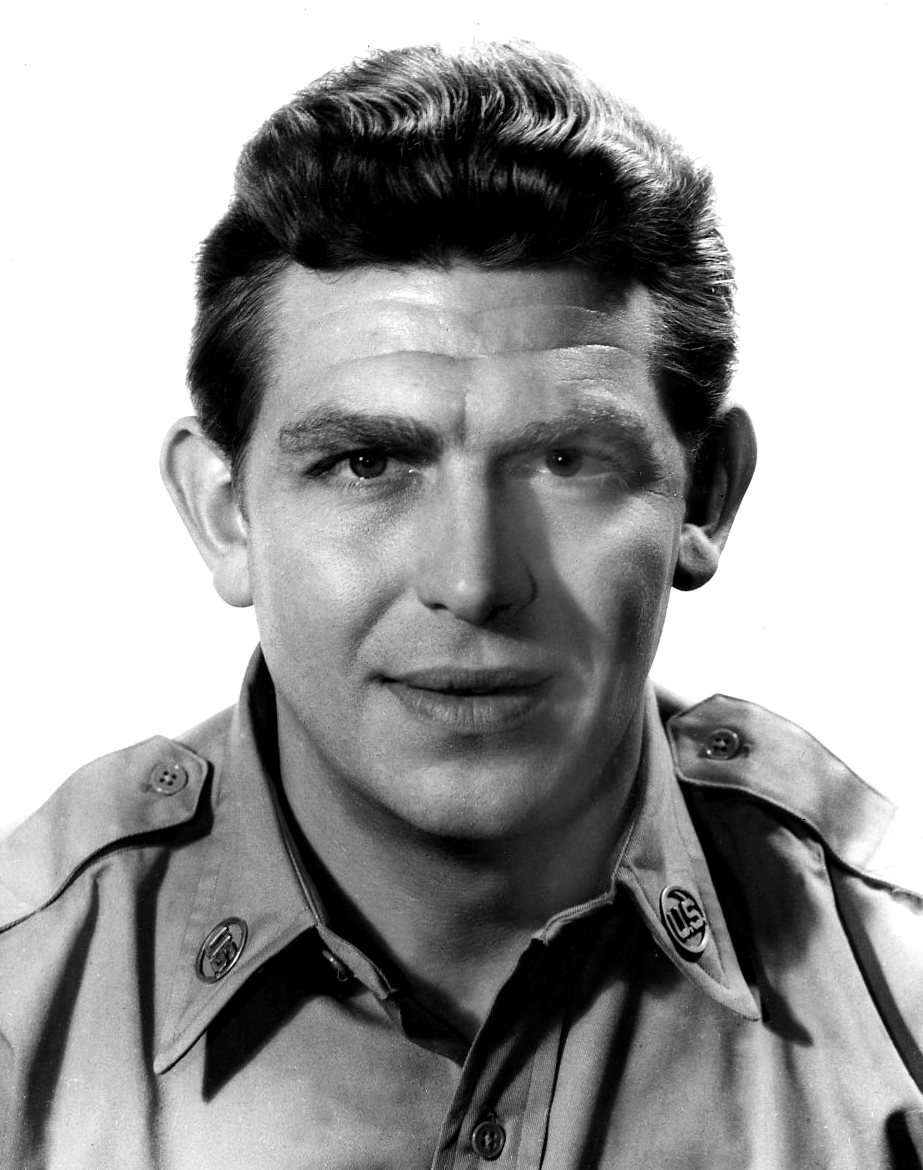
Andy Griffith

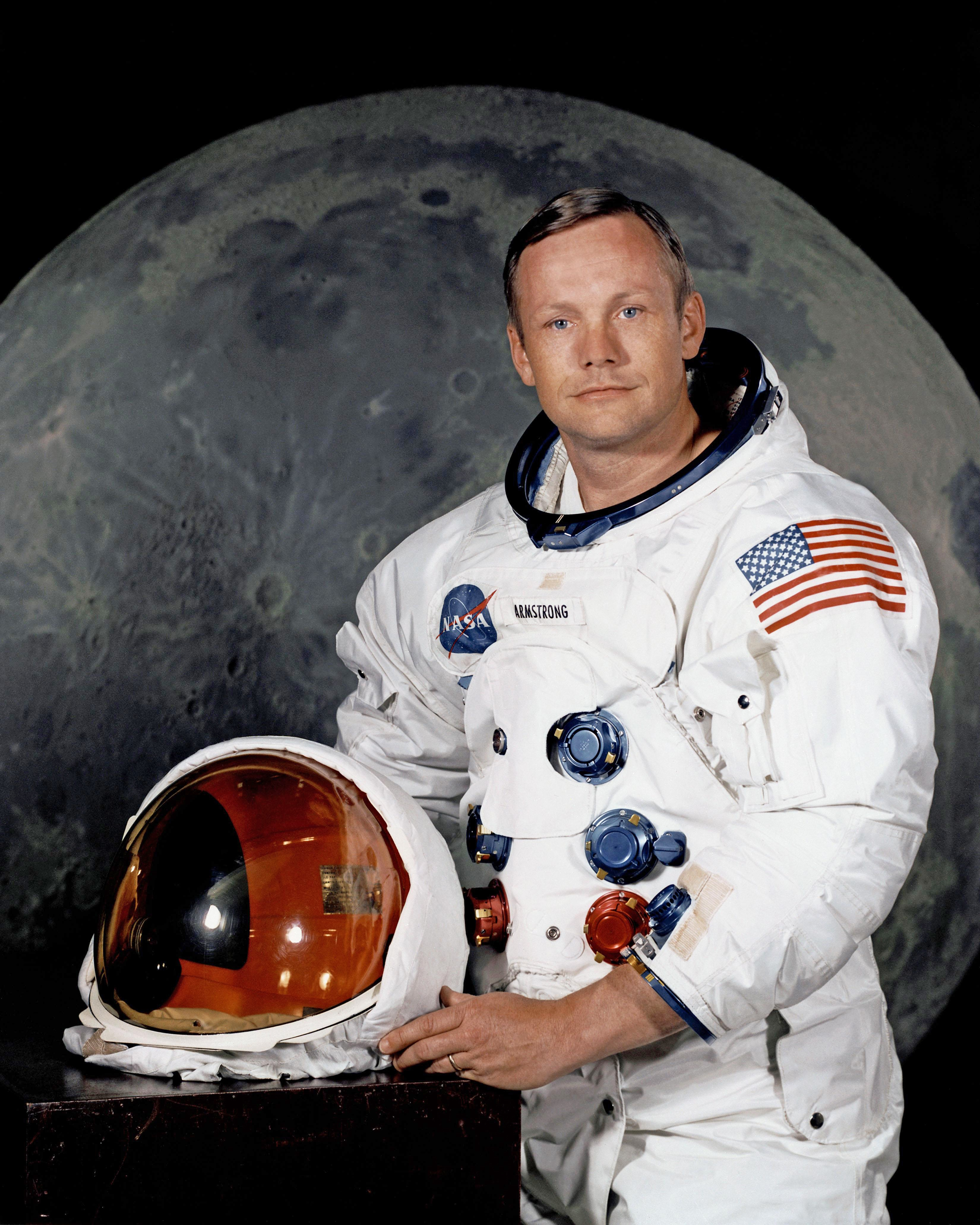
Neil Armstrong

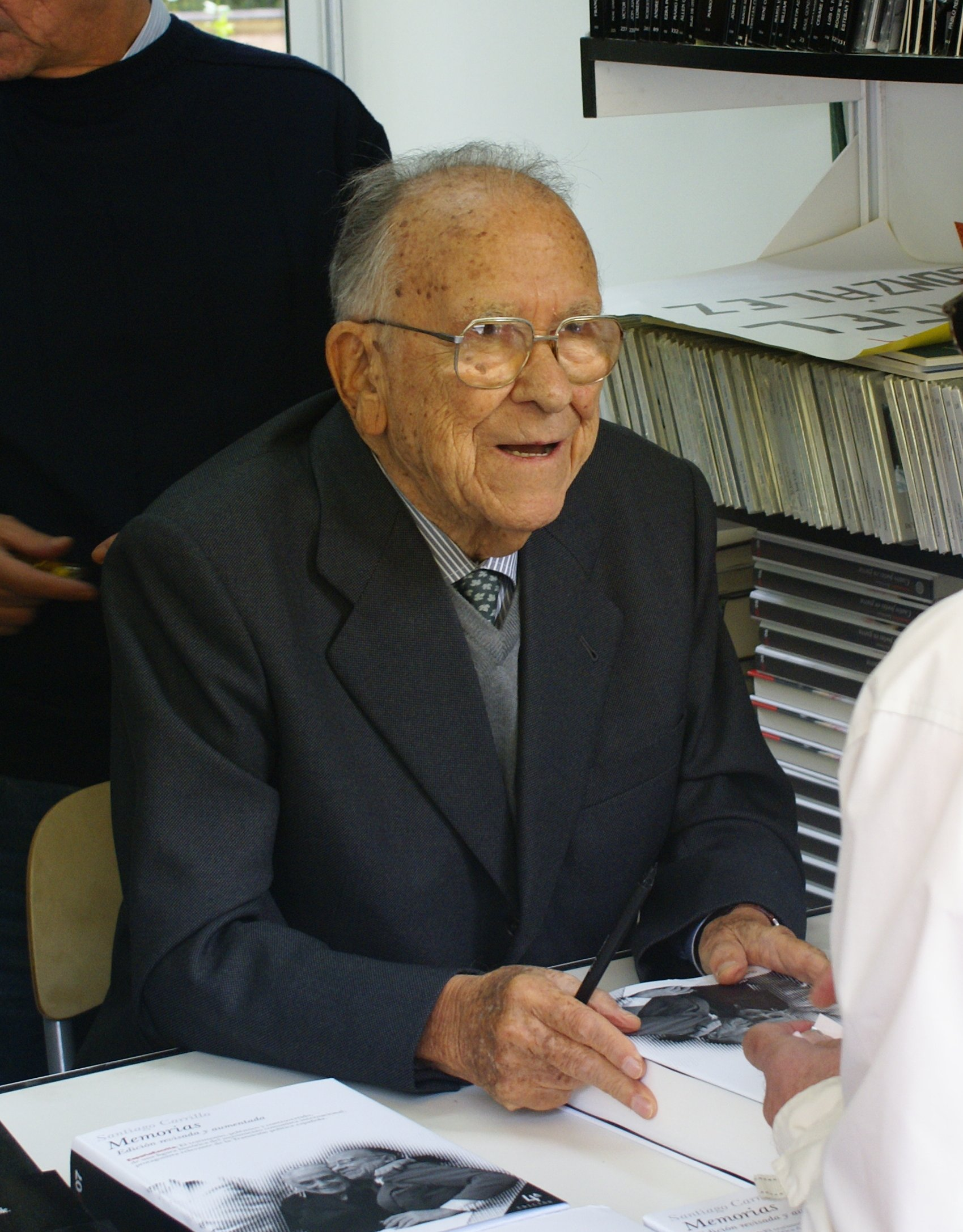
Santiago Carillo

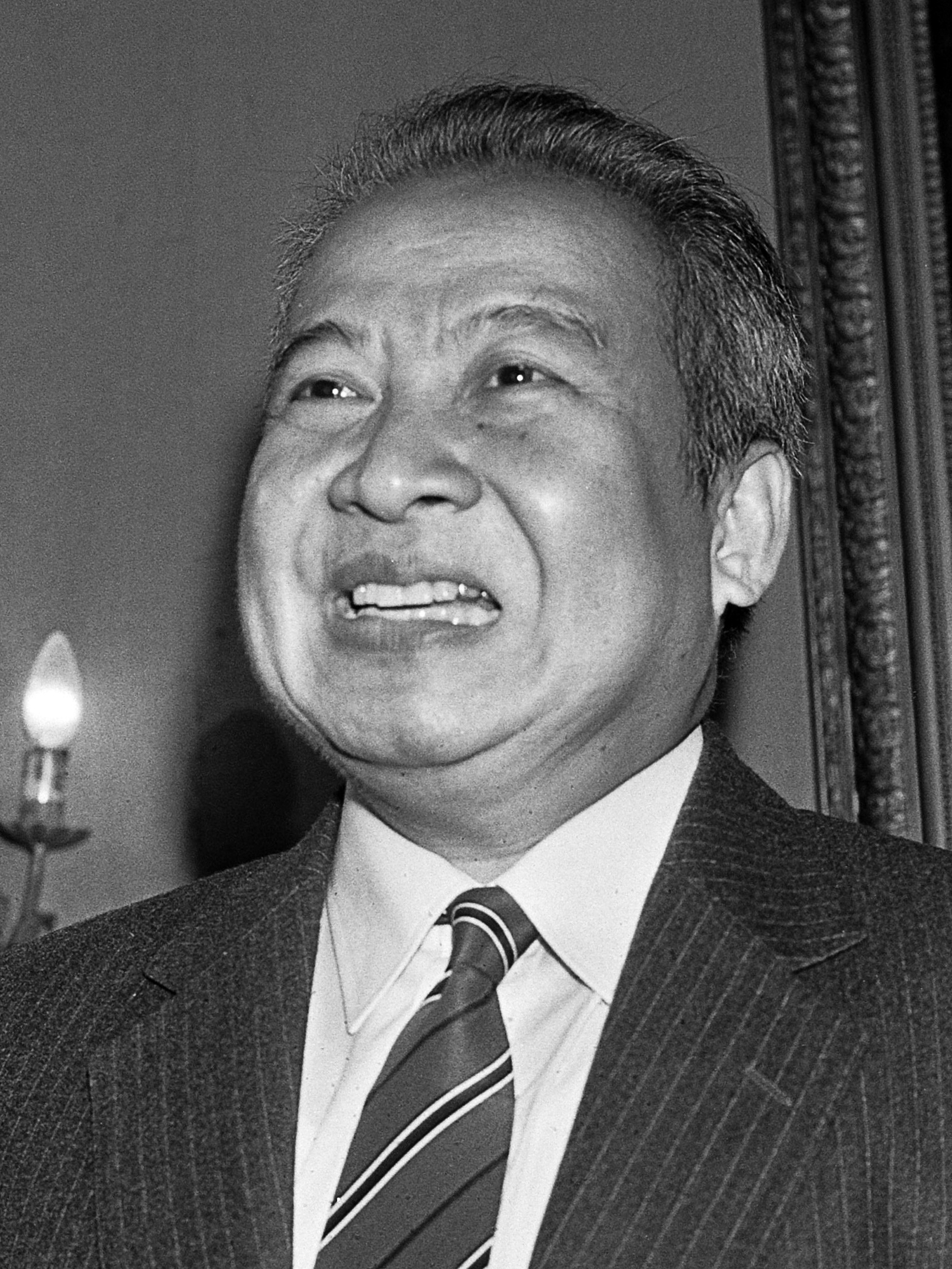
Norodom Sihanouk

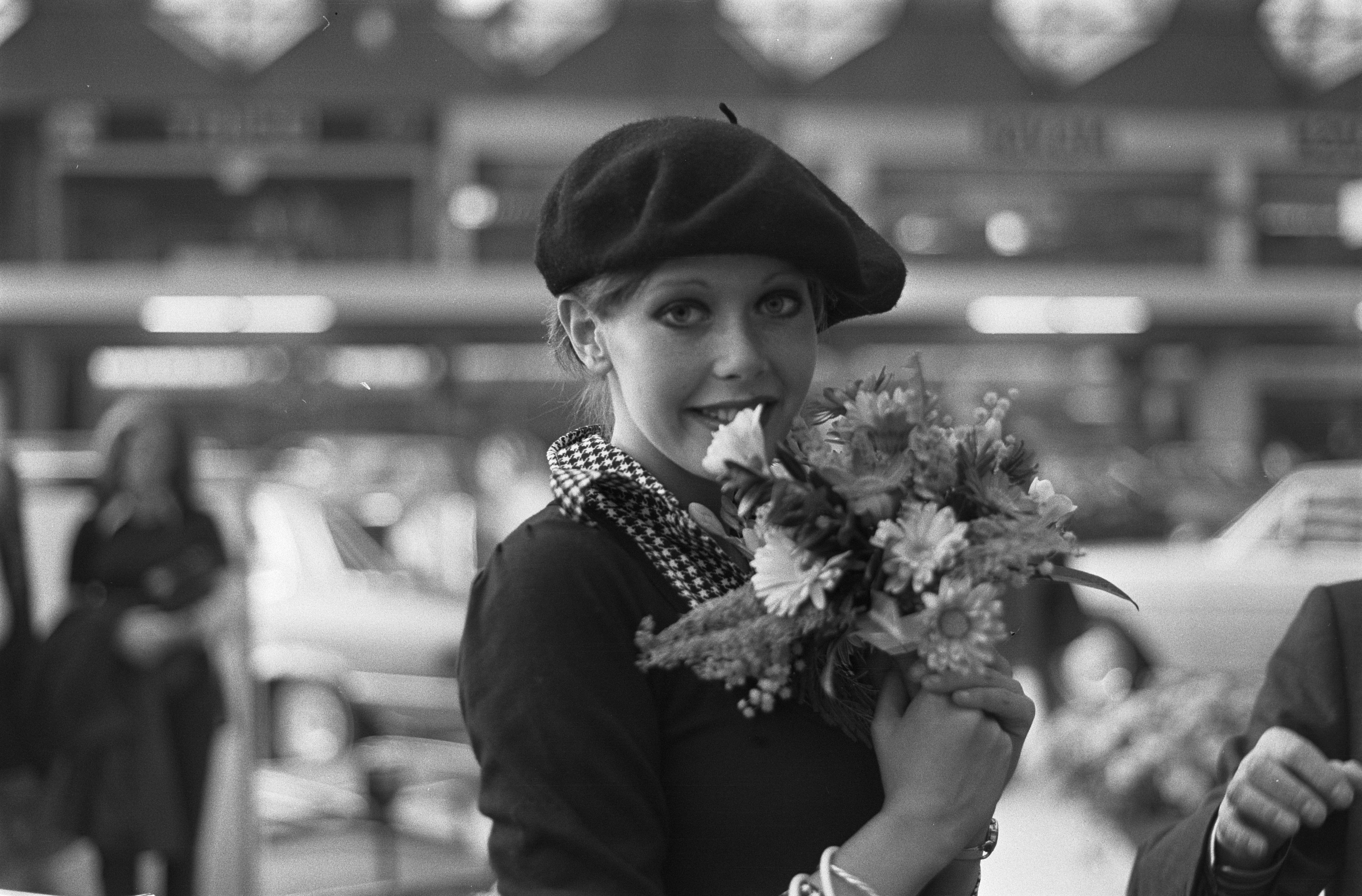
Sylvia Kristel

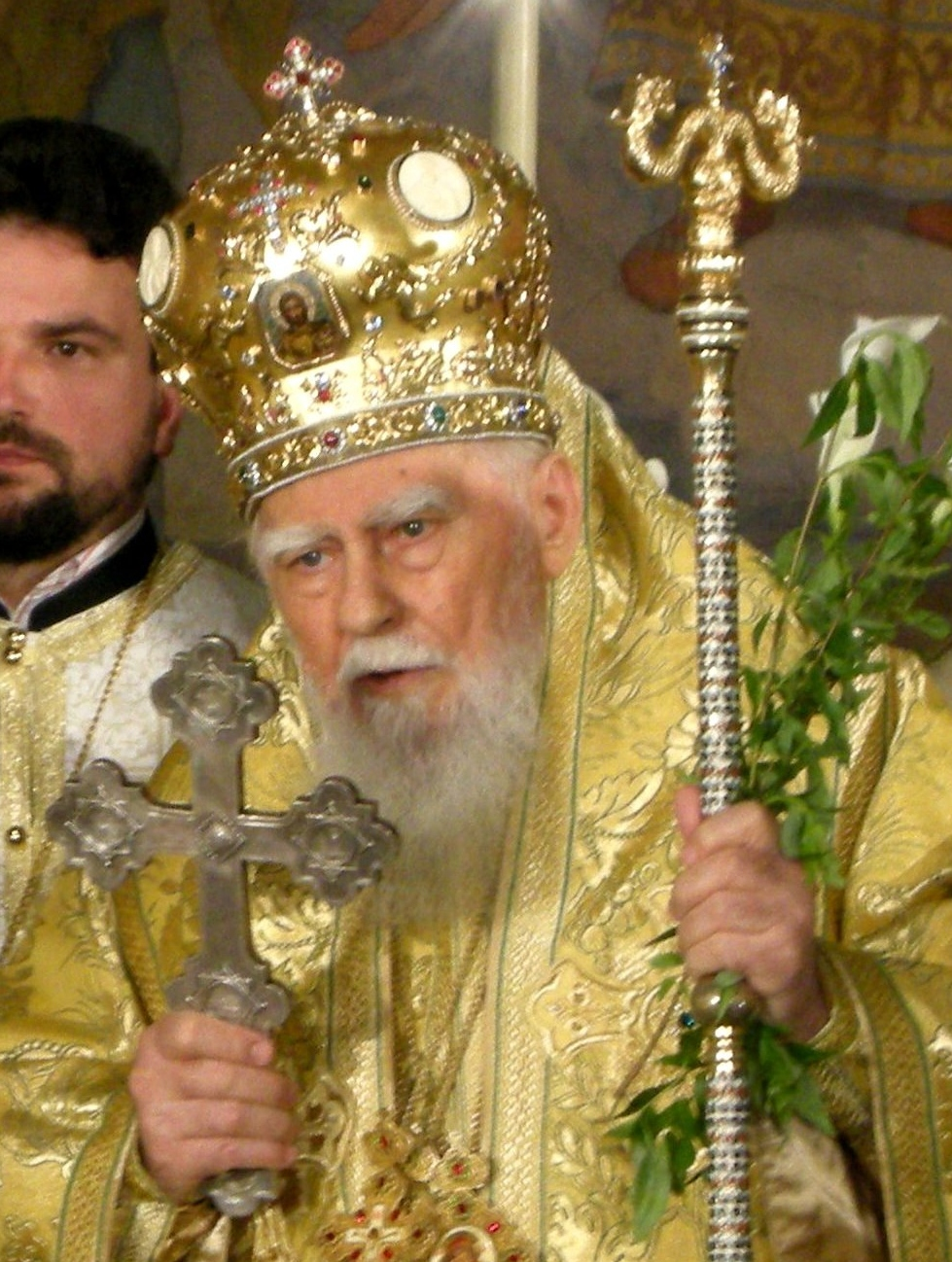
Patriarhul Maxim al Bulgariei

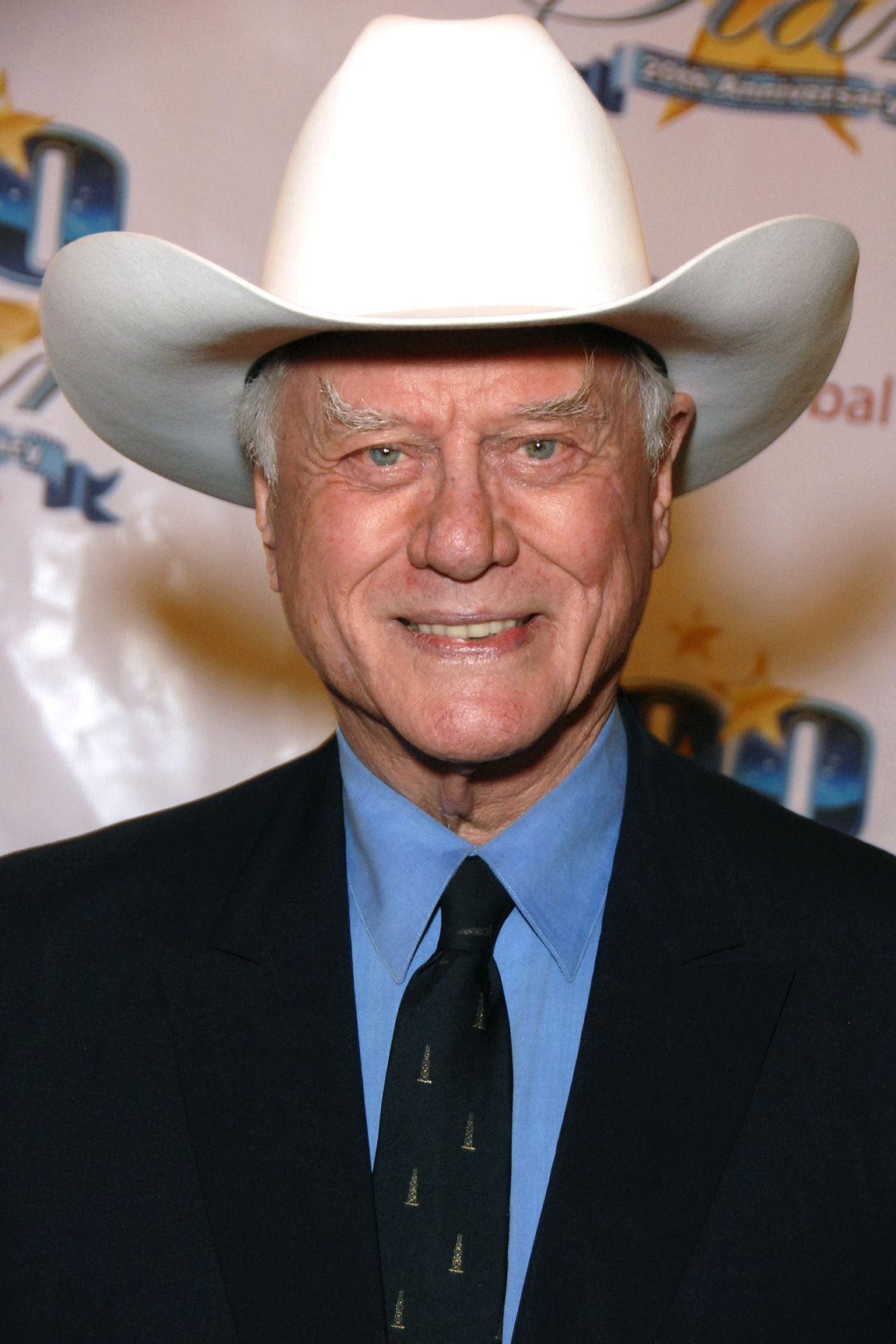
Larry Hagman

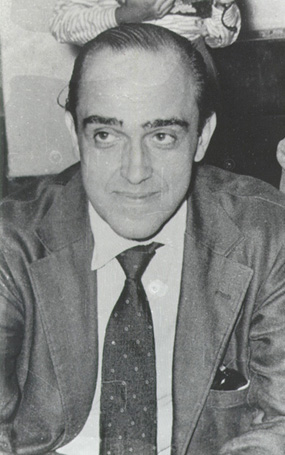
Oscar Niemeyer

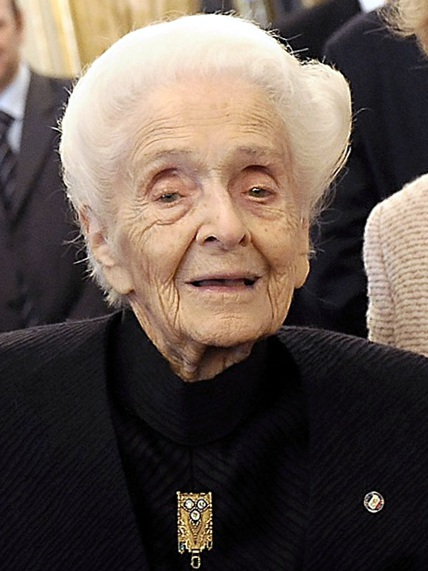
Rita Levi-Montalcini

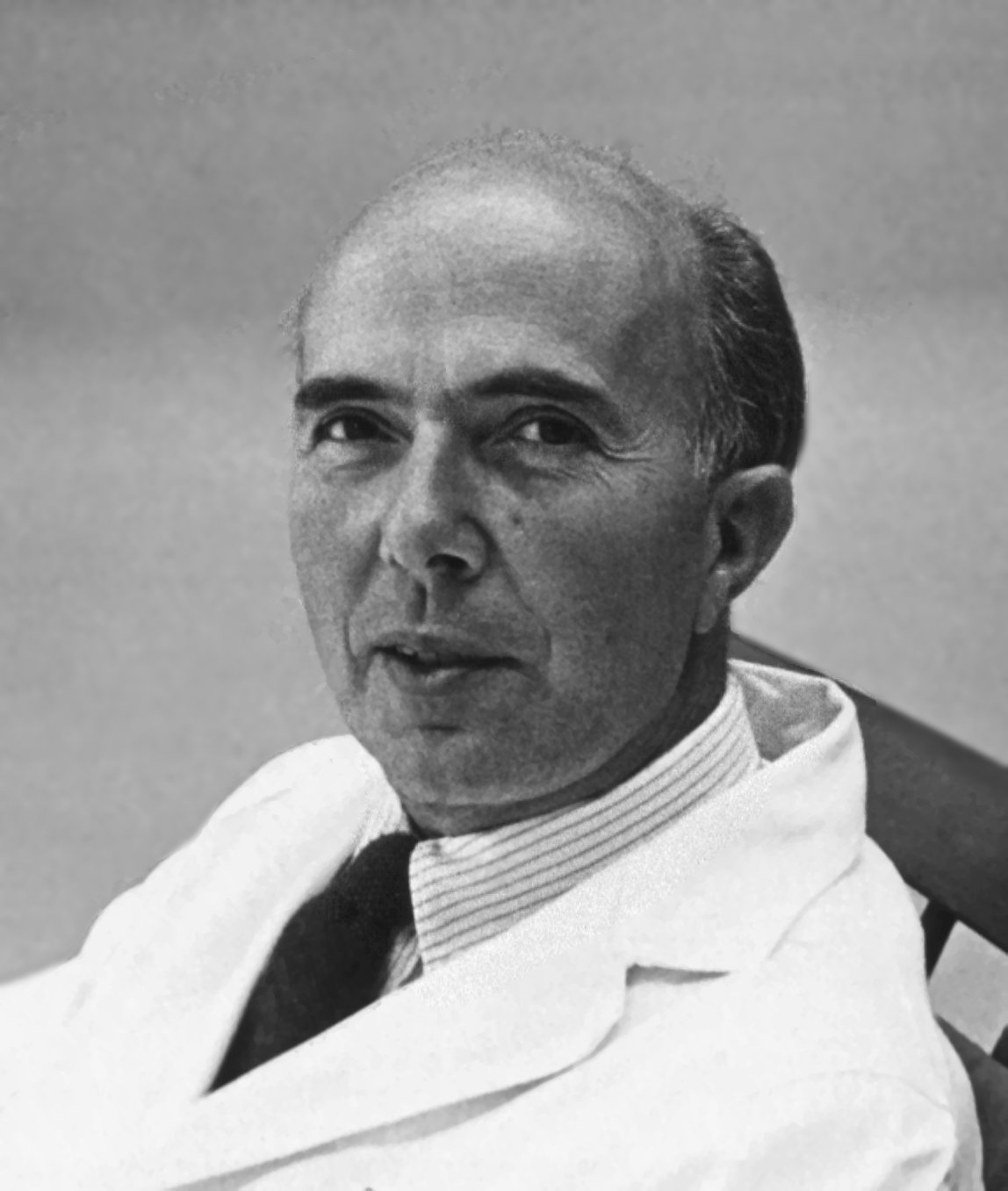
Renato Dulbecco

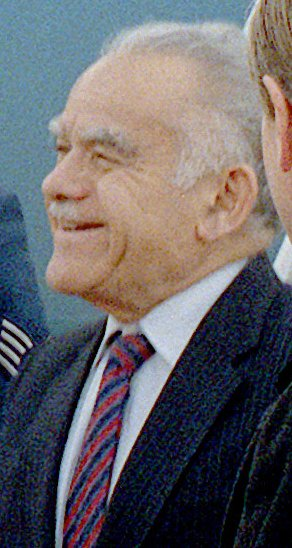
Yitzhak Shamir

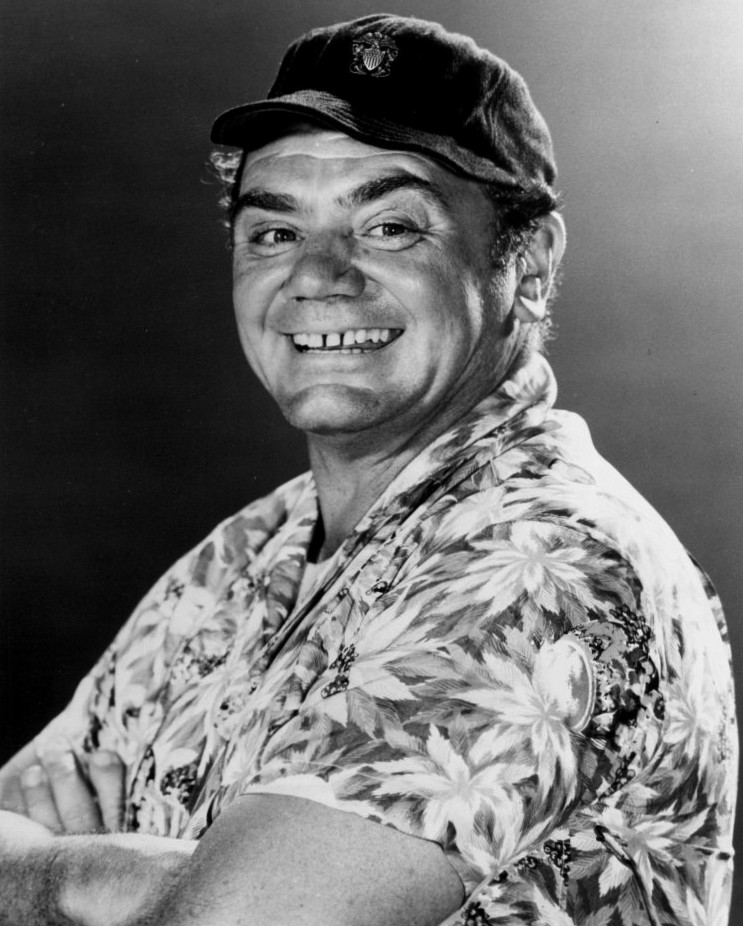
Ernest Borgnine

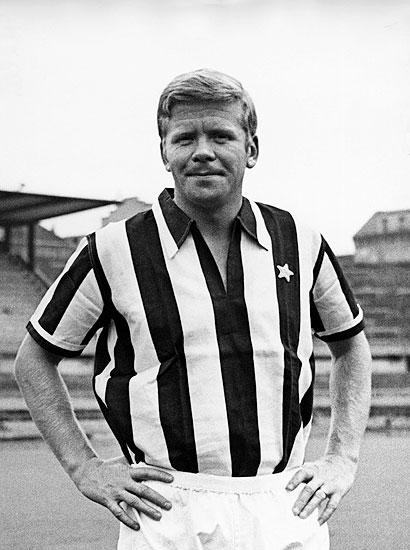
Helmut Haller

### Ianuarie
- 1 ianuarie: Gary Ablett, 46 ani, fotbalist britanic (n. 1965)
- 1 ianuarie: Kiro Gligorov, 94 ani, primul președinte al Macedoniei (1991-1999), (n. 1917)
- 1 ianuarie: Vadim Pisari, 18 ani, protestatar din R. Moldova (vezi Moartea lui Vadim Pisari), (n. 1993)
- 2 ianuarie: Ivan Călin, 76 ani, deputat din R. Moldova (2005-2009), (n. 1935)
- 2 ianuarie: Vasile Cojocaru, 79 ani, grafician, pictor și artist plastic, membru al Uniunii Artiștilor Plastici din Republica Moldova (UAP), (n. 1932)
- 2 ianuarie: Ioan Drăgan, 46 ani, fotbalist român (n. 1965)
- 3 ianuarie: Josef Škvorecký, 87 ani, scriitor și editor canadian de etnie cehă (n. 1924)
- 5 ianuarie: Bițu Fălticineanu, 86 ani, regizor român (n. 1925)
- 6 ianuarie: Eleftherios Katsaitis, 82 ani, mitropolit grec (n. 1929)
- 8 ianuarie: Jan Håkan Åberg, 95 ani, muzician suedez (n. 1916)
- 9 ianuarie: Sevastian Fenoghen, 69 ani, om politic român (n. 1942)
- 9 ianuarie: Malam Bacai Sanhá, 64 ani, președinte al statului Guineea-Bissau (2009-2012), (n. 1947)
- 11 ianuarie: Ion Focșa, 86 ani, actor român (n. 1925)
- 12 ianuarie: Krzysztof Gąsiorowski, 76 ani, poet polonez (n. 1935)
- 14 ianuarie: Janey Buchan, 85 ani, politiciană britanică (n. 1926)
- 14 ianuarie: Mircea Ciumara, 68 ani, politician român, ministru de finanțe (1996-1997), (n. 1943)
- 14 ianuarie: Carol Creiniceanu, 72 ani, fotbalist român (atacant), (n. 1939)
- 15 ianuarie: Victor Yngve, 91 ani, lingvist american (n. 1920)
- 16 ianuarie: Ion Paicu, 73 ani, deputat român (1990-1992), (n. 1938)
- 20 ianuarie: Etta James (n. Jamesetta Hawkins), 73 ani, cântăreață americană (n. 1938)
- 20 ianuarie: Ioan Ursuț, 52 ani, infractor român (n. 1959)
- 22 ianuarie: Tudor Mărăscu, 71 ani, regizor român de teatru și film (n. 1940)
- 23 ianuarie: Ovidiu Constantinescu, 79 ani, micolog român (n. 1933)
- 24 ianuarie: James Farentino, 73 ani, actor american (n. 1938)
- 25 ianuarie: Emil Hossu (Emil Vasilie Hossu), 70 ani, actor român (n. 1941)
- 26 ianuarie: Ian Abercrombie, 77 ani, actor britanic (n. 1934)
- 29 ianuarie: Oscar Luigi Scalfaro, 93 ani, politician italian, al 9-lea președinte al Italiei (1992-1999), (n. 1918)

### Februarie
- 1 februarie: Ladislav Kuna, 64 ani, fotbalist și antrenor slovac (n. 1947)
- 1 februarie: Olha Rapai-Markish, 82 ani,  ceramistă ucraineană (n. 1929)
- 1 februarie: Wisława Szymborska-Włodek, 85 ani, scriitoare poloneză, laureată a Premiului Nobel (1996), (n. 1923)
- 2 februarie: Gheorghe Huțanu, 61 ani, sportiv român (hochei pe gheață), (n. 1950)
- 3 februarie: Ben Gazzara (Biagio Anthony Gazzarra), 81 ani, actor american (n. 1930)
- 3 februarie: Grigore Man, 70 ani, scriitor român (n. 1941)
- 3 februarie: Jacob Salatun, 84 ani, politician indonezian (n. 1927)
- 4 februarie: Martin Bodinger, 82 ani, filosof, bibliolog și istoric român de etnie evreiască (n. 1929)
- 5 februarie: S. William Hinzman, 75 ani, actor și regizor de film american (n. 1936)
- 9 februarie: John Hick, 90 ani, teolog protestant britanic (n. 1922)
- 9 februarie: Ilie Moldovan, 83 ani, cleric român (n. 1928)
- 11 februarie: Aharon Davidi, 85 ani, general israelian, fondator al programului de voluntariat Sar-El din cadrul Armatei Israeliene (IDF) (n. 1927)
- 11 februarie: Whitney Houston (Whitney Elizabeth Houston), 48 ani, cântăreață americană, actriță și producătoare de filme (n. 1963)
- 16 februarie: Cornel Mihai Ionescu, 71 ani, scriitor român (n. 1941)
- 18 februarie: Roald Aas, 83 ani, sportiv norvegian (patinaj viteză), (n. 1928)
- 19 februarie: Renato Dulbecco, 97 ani, virolog italo-american (n. 1914)
- 19 februarie: Dan Iagnov (n. Dan Ion Marcu), 77 ani, compozitor român, interpret pian și voce (n. 1935)
- 20 februarie: Vasile Grigore, 77 ani, pictor, desenator, profesor universitar și colecționar român (n. 1935)
- 20 februarie: Rubin Udler, 86 ani, academician din R. Moldova de etnie evreiască (n. 1925)
- 21 februarie: Ranil Gemunu Abeynaike, 57 ani, sportiv din Sri Lanka (cricket), (n. 1955)
- 22 februarie: Carol Dina, 74 ani, senator român (2000-2004), (n. 1937)
- 23 februarie: Grigori Kosîh, 78 ani, trăgător de tir sovietic (n. 1934)
- 24 februarie: Maria Adelaide de Braganza, 100 ani, infantă a Portugaliei (n. 1912)
- 25 februarie: Elena Suciu-Băcăoanu, 76 ani, sportivă română (parașutism), (n. 1936)
- 25 februarie: Maurice André, 78 ani, trompetist francez (n. 1933)
- 27 februarie: Manuel de Solà-Morales i Rubió, 73 ani, arhitect spaniol (n. 1939)
- 28 februarie: William Hamilton, 87 ani, teolog american (n. 1924)
- 28 februarie: Aneta Slivneanu, 68 ani, comunistă română (n. 1944)

### Martie
- 1 martie: Andrew Breitbart, 43 ani, jurnalist conservator american (n. 1969)
- 1 martie: Lucio Dalla, 68 ani, cantautor și muzician italian (n. 1943)
- 1 martie: Ana Maria Musicescu, istoric de artă român
- 1 martie: Boris Tukan, 88 ani,  evreu basarabean, dialectolog, lexicograf, traducător și turcolog sovietic moldovean și israelian  (n. 1923)
- 3 martie: Gheorghe Petre Govora, 101 ani, preot, arheolog și scriitor român (n. 1910)
- 4 martie: Joan Taylor (n. Rose Marie Emma), 82 ani, actriță americană de etnie italiană (n. 1929)
- 5 martie: Angela Chiuaru, 83 ani, actriță română (n. 1928)
- 6 martie: Francisco Xavier do Amaral, 74 ani, primul președinte al Timorului de Est (1975), (n. 1937)
- 7 martie: Félicien Marceau, 98 ani,  romancier, dramaturg și eseist francez, originar din Belgia (n. 1913)
- 8 martie: Simin Daneshvar, 90 ani, scriitoare, traducătoare, profesoară și gânditoare iraniană (n. 1921)
- 9 martie: Dan Damian, 84 ani, actor român (n. 1927)
- 10 martie: Jean Giraud (Jean Henri Gaston Giraud), 73 ani, desenator francez (n. 1938)
- 10 martie: Frank Sherwood Rowland, 84 ani, chimist american, laureat al Premiului Nobel  (1995), (n. 1927)
- 11 martie: Sorin Ullea, 86 ani, istoric de artă român  (n. 1925)
- 13 martie: Ștefan Guleș, 78 ani, pictor român (n. 1933)
- 14 martie: Moshe Yehoshua Hager, 95 ani, rabin român stabilit în Israel (n. 1916)
- 14 martie: Șerban Rădulescu-Zoner, 82 ani, deputat român (1992-2000), (n. 1929)
- 16 martie: Georges Aber, 81 ani, cântăreț și compozitor francez (n. 1930)
- 16 martie: Estanislao Basora (Estanislau Basora Brunet), 85 ani, fotbalist spaniol (atacant), (n. 1926)
- 17 martie: Patience Abbe (Patience Shorrock Abbe), 87 ani, scriitoare americană (n. 1924)
- 17 martie: Shenouda al III-lea (n. Nazeer Gayed Roufail), 88 ani, cap al Bisericii Copte Ortodoxe din Alexandria (n. 1923)
- 17 martie: Olimpian Ungherea, 74 ani, scriitor român (n. 1937)
- 18 martie: António Leitão, 51 ani, fondist portughez (n. 1960)
- 18 martie: George Tupou al V-lea (n. Siaosi Tāufaʻāhau Manumataongo Tukuʻaho), 63 ani, rege al statului Tonga (2006-2012),  (n. 1948)
- 19 martie:  Ulu Grosbard, 83 ani, regizor belgian (n. 1929)
- 21 martie: Tonino Guerra, 92 ani, scriitor și scenarist italian (n. 1920)
- 22 martie: Ion Murariu, 89 ani, pictor român (n. 1922)
- 23 martie: Nikolai Buharin, 66 ani, istoric sovietic și rus (n. 1945)
- 24 martie: Ion Mitican, 80 ani, inginer și scriitor român (n. 1931)
- 25 martie: Alexandru Spătaru, 91 ani, inginer român (n. 1920)
- 28 martie: Sándor Fodor, 84 ani, scriitor și traducător maghiar (n. 1927)
- 28 martie: Ștefan Radof, 77 ani, actor român (n. 1934)
- 28 martie: Vasile Suceveanu, 67 ani, matematician român (n. 1944)
- 31 martie: Dale R. Corson, 97 ani, fizician american (n. 1914)
- 31 martie: Ion Lucian, 87 ani, actor român (n. 1924)

### Aprilie
- 2 aprilie: Justin Grigoraș, 89 ani, comunist român (n. 1923)
- 2 aprilie: Paul Vasilescu, 75 ani, sculptor român (n. 1936)
- 2 aprilie: Samia Yusuf Omar (Samiyo Omar), 21 ani, atletă somaleză (n. 1991)
- 4 aprilie: Dimitris Christoulas, 77 ani, farmacist și pensionar grec (n. 1935)
- 5 aprilie: Bingu wa Mutharika, 78 ani, al 3-lea președinte al statului Malawi (2004-2012), (n. 1934)
- 6 aprilie: Fang Lizhi, 76 ani, fizician-relativist chinez (n. 1936)
- 8 aprilie: Mira Zore-Armanda,  82 ani, oceanografă croată (n. 1930)
- 9 aprilie: Boris Parîghin, 81 ani, filosof și psiholog rus (n. 1930)
- 10 aprilie: Svein Aasmundstad, 77 ani, politician norvegian (n. 1935)
- 10 aprilie: Barbara Buchholz, 52 ani, muziciană, interpretă la teremin și compozitoare germană (n. 1959)
- 11 aprilie: Ahmed Ben Bella, 95 ani, primul președinte al Algeriei (1963-1965), (n. 1916)
- 12 aprilie: Valentin Munteanu, 79 ani, medic psihiatru român (n. 1939)
- 12 aprilie: Amy Tryon, 42 ani, sportivă americană (n. 1970)
- 12 aprilie: Gabriel Țepelea, 96 ani, academician român, vicepreședinte al PNȚCD (1990-1996), (n. 1916)
- 14 aprilie: Florin Constantiniu, 79 ani, istoric român (n. 1933)
- 14 aprilie: Piermario Morosini, 25 ani, fotbalist italian (n. 1986)
- 16 aprilie: Gyöngyi Polónyi, 70 ani, actriță maghiară (n. 1942)
- 16 aprilie: Graham Simpson, 68 ani, basist britanic (Roxy Music), (n. 1943)
- 18 aprilie: Gheorghe I. Bodea, 72 ani, istoric și cercetător român (n. 1939)
- 18 aprilie: Emanuel Valeriu, 87 ani, redactor TV român (n. 1925)
- 24 aprilie: Romeliu Ieronim Copilaș, 77 ani, pictor român (n. 1935)
- 27 aprilie: Boris Melnic, 84 ani,  specialist în domeniul fiziologiei omului și animalelor, membru titular al Academiei de Științe a Moldovei (n. 1928)
- 28 aprilie: Matilde Camus (n. Aurora Matilde Camus), 92 ani, poetă spaniolă (n. 1919)
- 30 aprilie: Alexandru Dincă, 66 ani, handbalist român (n. 1945)
- 30 aprilie: Benzion Netanyahu (n. Benzion Mileikowsky), 102 ani, istoric israelian (n. 1910)
- 30 aprilie: Alexander Dale Oen, 26 ani, înotător norvegian (n. 1985)
- 30 aprilie: Marian Petry, 76 ani, scriitor român (n. 1935)

### Mai
- 1 mai: Joseph Erhardy, 83 ani, sculptor american (n. 1928)
- 1 mai: Triță Făniță, 83 ani, senator român (1996–2000), (n. 1929)
- 1 mai: Rufina Gașeva, 90 ani, navigatoare sovietică (n. 1921)
- 4 mai: Constantin Ionel Călin, 68 ani, interpret de muzică lăutărească, de petrecere și folclor orășenesc din România (n. 1944)
- 5 mai: Carl Johan Bernadotte (n. Carl Johan Arthur), 95 ani, conte de Wisborg (n. 1916)
- 5 mai: George Knobel, 89 ani, fotbalist și antrenor neerlandez (n. 1922)
- 6 mai: Sabin Ivan, 86 ani, senator român (1990-1996), (n. 1926)
- 6 mai: Jean Laplanche, 88 ani, psihanalist francez (n. 1924)
- 8 mai: Maurice Sendak, 83 ani, scriitor și ilustrator de literatură pentru copii american (n. 1928)
- 8 mai: Roman Totenberg, 101 ani, violonist și pedagog polonez de etnie evreiască (n. 1911)
- 9 mai: Vidal Sassoon, 84 ani, hairstylist, om de afaceri și filantrop britanic (n. 1928)
- 10 mai: Carroll Shelby, 89 ani, constructor de automobile și pilot american de Formula 1 (n. 1923)
- 11 mai: Dan Brânzei, 70 ani, matematician român (n. 1942)
- 13 mai: Horia Damian, 90 ani, pictor francez de etnie română, membru de onoare al Academiei Române (n. 1922)
- 13 mai: Les Leston, 91 ani, pilot englez de Formula 1 (n. 1920)
- 14 mai: Vladimer Apțiauri, 50 ani, scrimer olimpic rus (n. 1962)
- 15 mai: Carlos Fuentes, 83 ani, scriitor mexican (n. 1928)
- 16 mai: Patricia Aakhus, 59 ani, profesor universitar și scriitor american (n. 1952)
- 16 mai: James Abdnor, 89 ani, senator american (n. 1923)
- 16 mai: Maria Bieșu, 76 ani, solistă de operă (soprană) din R. Moldova (n. 1935)
- 17 mai: Jack Kodell, 84 ani,  iluzionist american (n. 1927)
- 17 mai: Donna Summer (n. LaDonna Adrian Gaines), 63 ani, cântăreață americană (n. 1948)
- 18 mai: Dietrich Fischer-Dieskau, 86 ani, solist de operă (bariton) și dirijor german (n. 1925)
- 19 mai: Vasile Pătruț, 71 ani, profesor român (n. 1940)
- 20 mai: Robin Hugh Gibb, 62 ani, cântăreț și compozitor britanic (Bee Gees), (n. 1949)
- 22 mai: Irina Mavrodin, 82 ani, critic literar român (n. 1929)
- 24 mai: Ion Popușoi, 88 ani, botanist moldovean (n. 1924)
- 25 mai: Edoardo Mangiarotti, 93 ani, scrimer olimpic italian (n. 1919)
- 26 mai: Doroteea Bărbieru, 103 ani, călugăriță la Mănăstirea Pasărea (n. 1909)
- 26 mai: Anna-Lisa Eriksson, 83 ani, schioară de fond suedeză (n. 1928)
- 29 mai: Kaneto Shindō, 100 ani, regizor de film, scenarist, producător de film și scriitor japonez (n. 1912)
- 30 mai: Andrew Fielding Huxley, 94 ani, biofizician și fiziolog britanic, laureat al Premiului Nobel (1963), (n. 1917)
- 30 mai: Hamza Ben Driss Ottmani, 72 ani, economist și scriitor marocan (n. 1940)
- 31 mai: Paul Pietsch, 100 ani, pilot german de Formula 1 (n. 1911)

### Iunie
- 1 iunie: Klaus Werner Grewlich, 68 ani, diplomat german (n. 1943)
- 1 iunie: Milan Gaľa, 59 ani, politician slovac (n. 1953)
- 3 iunie: Roy Salvadori, 90 ani, pilot englez de Formula 1 (n. 1922)
- 4 iunie: Eduard Hil, 77 ani, solist de operă (bariton), rus (n. 1934)
- 4 iunie: Ljubiša Rajić, 65 ani, filolog sârb (n. 1947)
- 4 iunie: Ilie Iorga, 83 ani, interpret român de origine romă (n. 1928)
- 5 iunie: Ray Douglas Bradbury, 91 ani, scriitor american (n. 1920)
- 5 iunie: Marco Cugno, 73 ani, lingvist, românist și traducător italian (n. 1939)
- 5 iunie: Mihai Pătrașcu, 29 ani, informatician român (n. 1982)
- 6 iunie: Doina Lie, 83 ani,  sculptorițǎ română (n. 1929)
- 9 iunie: Hans Abrahamson, 82 ani, regizor suedez (n. 1930)
- 11 iunie: Hector Bianciotti, 82 ani, jurnalist francez (n. 1930)
- 11 iunie: Ann Rutherford (Therese Ann Rutherford), 94 ani, actriță canadiano-americană (n. 1917)
- 11 iunie: Teófilo Stevenson (Teófilo Stevenson Lawrence), 60 ani, boxer amator cubanez (n. 1952)
- 12 iunie: Marcel Guguianu, 89 ani, artist plastic român (n. 1922)
- 12 iunie: Henry Hill, 69 ani, mafiot american de etnie italiană (n. 1943)
- 12 iunie: Elinor Ostrom, 78 ani, politoloagă americană, laureată al Premiului Nobel (2009), (n. 1933)
- 12 iunie: Sabri Ülker, 92 ani, industriaș și om de afaceri turc (n. 1920)
- 13 iunie: Roger Garaudy, 98 ani, gânditor, filosof și scriitor francez (n. 1913)
- 13 iunie: William Standish Knowles, 95 ani, chimist american, laureat al Premiului Nobel (2001), (n. 1917)
- 14 iunie: Gitta Sereny, 91 ani, biografă, istorică și jurnalistă de investigație britanică de etnie austriacă (n. 1921)
- 14 iunie: Dumitru Capoianu, 83 ani, compozitor român (n. 1929)
- 14 iunie: Gavril Covalschi, 86 ani, sculptor român (n. 1925)
- 15 iunie: Anouar Abdel-Malek, 87 ani, politolog egiptean (n. 1924)
- 15 iunie: Rune Urban Gustafsson, 78 ani, chitarist suedez (n. 1933)
- 16 iunie: Jacques Pecnard, 89 ani, pictor, grafician, sculptor și ilustrator francez (n. 1922)
- 16 iunie: Gheorghe Zarnea, 91 ani, microbiolog român (n. 1920)
- 17 iunie: Rodney King, 47 ani, cetățean afroamerican (n. 1965)
- 17 iunie: Ion Stici, 74 ani, scriitor din R. Moldova (n. 1938)
- 18 iunie: Alketas Panagoulias, 78 ani, fotbalist și antrenor grec (n. 1934)
- 19 iunie: Anatol Ciocanu, 72 ani, poet din R. Moldova (n. 1940)
- 20 iunie: Andrew Sarris, 83 ani, critic de film, american (n. 1928)
- 24 iunie: Arthur Claudiu David, 35 ani, pugilist român (n. 1977)
- 25 iunie: Singuraticul George, 100 ani, țestoasă din arhipelagul Galapagos (n. 1912)
- 25 iunie: Nora Ephron, 71 ani, regizor, scenarist, eseist, jurnalist american (n. 1941)
- 26 iunie: Ann Curtis, 86 ani, înotătoare americană (n. 1926)
- 27 iunie: Valeria Grosu, 62 ani, poetă și eseistă din R. Moldova (n. 1950)
- 27 iunie: Iurie Miterev, 37 ani, fotbalist (atacant) din R. Moldova (n. 1975)
- 30 iunie: Abdul Kerim al-Qubrusi, 55 ani, reprezentant cipriot-turc al Ordinului Naqshbandi-Haqqani Sufi în SUA (n. 1957)
- 30 iunie: Ițhak Șamir (Itzhak Shamir), 96 ani, prim-ministru al Israelului (1983-1984 și 1986-1992), (n. 1915)

### Iulie
- iulie: Alexandrina Găinușe, 79 ani, demnitar comunist român (n. 1932)
- 3 iulie: Andy Samuel Griffith, 86 ani, actor american (n. 1926)
- 6 iulie: Tudor Cearapin, 63 ani, general român (n. 1948)
- 6 iulie: Leon Livovschi (Leon Livovski), 91 ani, informatician român (n. 1921)
- 6 iulie: Oleksandr Semernea, 75 ani, artist plastic ucrainean (n. 1936)
- 8 iulie: Ernest Borgnine (n. Ermes Effron Borgnino), 95 ani, actor american (n. 1917)
- 8 iulie: Richard Darryl Zanuck, 77 ani, producător american de film (n. 1934)
- 9 iulie: Valentina Halitov, 85 ani, medic din R. Moldova (n. 1926)
- 9 iulie: Isuzu Yamada, 95 ani, actriță japoneză de teatru și film (n. 1917)
- 13 iulie: Jerzy Kulej, 71 ani, pugilist și politician polonez (n. 1940)
- 15 iulie: Boris Cebotari, 37 ani, fotbalist din R. Moldova (n. 1975)
- 16 iulie: Stephen Covey, 79 ani, profesor, autor, om de afaceri și orator american (n. 1932)
- 16 iulie: Veronica Garștea, 85 ani, dirijoare și pedagogă din R. Moldova (n. 1927)
- 16 iulie: Jon Lord (Jonathan Douglas Lord), 71 ani, muzician britanic, claviaturist (Deep Purple), (n. 1941)
- 16 iulie: Theodor „Fredy” Negrescu, 80 ani, inginer de sunet român (n. 1931)
- 21 iulie: Andrzej Łapicki, 87 ani, actor polonez de teatru și film, regizor de teatru (n. 1924)
- 21 iulie: Mircea Șerbănescu, 92 ani, prozator român (n. 1919)
- 22 iulie: Oswaldo Paya, 60 ani, activist politic cubanez (n. 1952)
- 22 iulie: Frank Pierson (Frank Romer Pierson), 87 ani, scenarist și regizor de film, american (n. 1925)
- 23 iulie: Mirjana Gross, 90 ani, scriitoare și istorică iugoslavo-croată de etnie evreiască (n. 1922)
- 23 iulie: Maria Emanuel, Margraf de Meissen, 86 ani, șeful Casei de Saxonia (n. 1926)
- 23 iulie: Paddy Lane, 77 ani, politician irlandez (n. 1934)
- 24 iulie: János Boros, 63 ani, politician român de etnie maghiară (n. 1948)
- 24 iulie: John Evans Atta Mills, 68 ani, președinte al statului Ghana (2009-2012), (n. 1944)
- 27 iulie: Ion Albu, 91 ani, medic ginecolog român (n. 1920)
- 27 iulie: R. G. Armstrong, 95 ani, actor și dramaturg american (n. 1917)
- 27 iulie: Viorel Sergovici, 65 ani, regizor și operator de imagine român (n. 1947)
- 28 iulie: Mihail Lupoi, 59 ani, senator român (2000-2004), (n. 1953)
- 29 iulie: Chris Marker, 91 ani, scriitor, fotograf și regizor francez (n. 1921)
- 29 iulie: James Mellaart, 86 ani, arheolog britanic (n. 1925)
- 29 iulie: Ștefan Traian Roman, 75 ani, regizor român (n. 1936)
- 29 iulie: John P. Finnegan, 85 ani, actor american (n. 1926)
- 31 iulie: Heinrich Erk, 92 ani, scriitor german (n. 1920)
- 31 iulie: Gore Vidal (n. Eugene Louis Vidal), 86 ani, autor, scenarist și activist american (n. 1925)

### August
- 1 august: Samuel Damian (n. Samuel Druckmann), 82 ani, eseist român de etnie evreiască (n. 1930)
- 1 august: Keiko Tsushima, 86 ani, actriță japoneză (n. 1926)
- 2 august: Mihaela Ursuleasa, 33 ani, pianistă română (n. 1978)
- 4 august: Ioan Sorin Apan, 55 ani, profesor și etnolog român (n. 1957)
- 5 august: Roland C. Wagner, 51 ani, scriitor francez de literatură științifico-fantastică umoristică (n. 1960)
- 6 august: Harry Eliad, 85 ani, actor și regizor român de etnie evreiască (n. 1927)
- 6 august: Marvin Frederick Hamlisch, 68 ani, compozitor american de etnie evreiască (n. 1944)
- 6 august: Tudorel Oancea, 77 ani, jurnalist și scriitor român (n. 1935)
- 10 august: James Lloyd Abbot, jr., 94 ani, amiral american (n. 1918)
- 10 august: Ioan Dicezare, 95 ani, pilot român în timpul celui de al 2-lea RM (n. 1916)
- 11 august: R. Duncan Luce, 87 ani, matematician și om de știință american (n. 1925)
- 12 august: Dumitru Enescu, 82 ani, inginer și geofizician român  (n. 1930)
- 14 august: Maja Bošković-Stulli, 89 ani, slavistă și folcloristă, istorică literară, scriitoare, editoră și academică croată (n. 1922)
- 14 august: Serghei Petrovici Kapița, 84 ani, fizician rus (n. 1928)
- 15 august: Harry Harrison (n. Henry Maxwell Dempsey), 87 ani, autor american de literatură SF (n. 1925)
- 16 august: Asher Ehrenfeld, 89 ani, rabin român-maghiar (n. 1923)
- 17 august: Veronique Peck, 80 ani,  jurnalistă, filantroapă și patroană a artelor franco-americană  (n. 1932)
- 19 august: Iani Ciuciu (n. Petre Marinescu), 75 ani, interpret român (țambal) (n. 1936)
- 19 august: Michel Durand-Delga, 89 ani, geolog francez (n. 1923)
- 19 august: Tony Scott (Anthony David Leighton Scott), 68 ani, regizor britanic (n. 1944)
- 20 august: Rada Istrate, 60 ani, deputată română (1992-1996), (n. 1951)
- 20 august: Meles Zenawi (n. John Evans Atta Mills), 57 ani, președinte al Etiopei (1991-1995), (n. 1955)
- 21 august: Maria Simionescu, 84 ani, antrenoare română (gimnastică), (n. 1927)
- 24 august: Abdul Shakoor al-Turkistani, 46 ani, emir al Turkistanului, Partidul Islamic de Est (n. 1931)
- 25 august: Neil Armstrong (Neil Alden Armstrong), 82 ani, astronaut american, primul om care a pășit pe Lună (Apollo 11, 1969), (n. 1930)
- 25 august: León Benarós, 97 ani, poet, istoric, avocat, folclorist, critic de artă și pictor argentinian (n. 1915)
- 26 august: János Matekovics, 72 ani, jurnalist maghiar (n. 1939)
- 27 august: Mirela Zafiri, 41 ani, interpretă română de lieduri (n. 1940)
- 28 august: Alfred Schmidt, 80 ani, filosof german (n. 1931)
- 30 august: Cornel Todea, 76 ani, regizor de teatru și realizator de emisiuni TV (n. 1935)
- 30 august: Gabriel Antoine Vahanian, 85 ani, teolog catolic francez (n. 1927)
- 31 august: Constanța Buzea, 71 ani, poetă română (n. 1941)
- 31 august: Carlo Maria Martini, 85 ani, cardinal italian (n. 1927)
- 31 august: Serghei Sokolov, 101 ani, mareșal rus, Ministru al Apărării (1984-1987), (n. 1911)

### Septembrie
- 3 septembrie: Michael Clarke Duncan, 54 ani, actor american (n. 1957)
- 3 septembrie: Sun Myung Moon, 92 ani, fondatorul Bisericii Unificării, Coreea de Sud (n. 1920)
- 4 septembrie: Lil JoJo (n. Joseph Coleman), 18 ani, rapper american (n. 1994)
- 4 septembrie: Albert Marre, 87 ani, regizor și producător teatral american (n. 1924)
- 5 septembrie: Hiromichi Horikawa, 95 ani, regizor de film și scenarist japonez (n. 1916)
- 5 septembrie: Christian Marin (Christian Bernard Georges Marin), 83 ani, actor francez (n. 1929)
- 5 septembrie: Milinko Stefanovici, 65 ani, artist fotograf și foto-jurnalist, publicist, redactor, editor și pedagog sârb (n. 1947)
- 8 septembrie: Bill Moggridge (William Grant Moggridge), 69 ani, designer britanic, autor, educator, realizatorul primului laptop din lume (n. 1943)
- 11 septembrie: Constantin Ștefan (fotbalist, n. 1939), 73 ani, fotbalist român (n. 1939)
- 12 septembrie: Sid Watkins (Eric Sidney Watkin), 84 ani, medic neurochirurg englez (n. 1928)
- 14 septembrie: Stephen Dunham, 48 ani, actor american (n. 1964)
- 14 septembrie: András Szente, 72 ani, caiacist maghiar (n. 1939)
- 15 septembrie: Valeriu Graur, 71 ani, politician din R. Moldova (n. 1940)
- 15 septembrie: Pierre Mondy, 87 ani, actor și regizor francez (n. 1925)
- 17 septembrie: Polikárp Zakar, 82 ani, călugăr cistercian originar din Voivodina, superior general al Ordinului Cistercian din 1985 până în 1995 (n. 1930)
- 18 septembrie: Nicolae Nițescu, 81 ani, interpret român de muzică ușoară (n. 1930)
- 18 septembrie: Santiago Carillo (Santiago Carrillo Solares), 97 ani, om politic spaniol (n. 1915)
- 18 septembrie: Romulus Vulpescu, 79 ani, poet, prozator, traducător român (n. 1933)
- 21 septembrie: Sven Hassel (n. Sven Pedersen), 95 ani, soldat și romancier danez (n. 1917)
- 22 septembrie: Grigori Frid, 97 ani, compozitor rus (n. 1915)
- 22 septembrie: Hector Abhayavardhana, 93 ani, teoretician din Sri Lanka (n. 1919)
- 23 septembrie: Pavel Gracev, 64 ani, mareșal rus (n. 1948)
- 23 septembrie: Winrich Kolbe, 71 ani, regizor și producător TV american (n. 1940)
- 25 septembrie: Andy Williams, 84 ani, cântăreț american (n. 1927)
- 26 septembrie: Teodor Maghiar, 76 ani, senator român (2000-2004), (n. 1936)
- 27 septembrie: Herbert Lom, 95 ani,  actor britanic (n. 1917)
- 28 septembrie: Avraham Adan, 85 ani, general israelian (n. 1926)
- 28 septembrie: Alexandru George, 82  ani, prozator, eseist, traducător din limba franceză, istoric și critic literar român (n. 1930)
- 28 septembrie: Abdul Ghani Minhat, 76 ani, fotbalist și antrenor malaezian (n. 1935)
- 28 septembrie: Michael O'Hare, 60 ani, actor american (n. 1952)
- 30 septembrie: Autran Dourado, 86 ani, romancier brazilian (n. 1926)
- 30 septembrie: Gheorghe Scripcaru, 84 ani, medic român (n. 1927)
- 30 septembrie: Ilie Danilov (n. Leo Divinial), 66 ani, filolog, prozator, membru al Uniunii Scriitorilor din România (n. 1946)
- 30 septembrie: Ricarda (Maria) Terschak, 82 ani, scriitoare română (n. 1929)

### Octombrie
- 1 octombrie: Moshe Sanbar, 86 ani, economist israelian (n. 1926)
- 1 octombrie: Eric John Hobsbawm, 95 ani, istoric britanic (n. 1917)
- 2 octombrie: Hideji Ōtaki, 87 ani, actor japonez de teatru și film (n. 1925)
- 4 octombrie: Constantin Țoiu, 89 ani, romancier și eseist român (n. 1923)
- 4 octombrie: Erhard Wunderlich, 55 ani, handbalist german (n. 1956)
- 5 octombrie: Aurel Tudose, 71 ani, rapsod popular din zona Bucovinei (n. 1941)
- 8 octombrie: Șerban Creangă, 68 ani, regizor și scenarist român (n. 1944)
- 8 octombrie: Aureliu Busuioc, 83 ani, scriitor din R. Moldova (n. 1928)
- 9 octombrie: Cristian Crăciunoiu, 60 ani, jurnalist de știință, scriitor, istoric al marinei și aviației române (n. 1951)
- 9 octombrie: Teodor Negara, 69 ani, interpret de muzică populară din R. Moldova (n. 1943)
- 10 octombrie: Amanda Michelle Todd, 15 ani, adolescentă din Canada (n. 1996)
- 11 octombrie: Charles E. Fritch, 85 ani, scriitor și editor american (n. 1927)
- 12 octombrie: Anna Laszuk, 42 ani, jurnalistă, prezentatoare de radio, scriitoare și activistă LGBT poloneză (n. 1969)
- 15 octombrie: Norodom Sihanouk (n. Preah Karuna Preah Bat Sâmdech Preah Norodom Sihanouk Preahmâhaviraksat), 89 ani, rege al Cambodgiei (1941-1955 și 1993-2004), Guinness Book of World Records l-a identificat ca politicianul care a deținut cele mai multe funcții politice din lume (n. 1922)
- 16 octombrie: Glebus Sainciuc, 93 ani, artist plastic din R. Moldova (n. 1919)
- 17 octombrie: László Komár, 67 ani, cântăreț maghiar (n. 1944)
- 17 octombrie: Sylvia Kristel (Sylvia Maria Kristel), 60 ani, actriță neerlandeză (Emmanuelle), (n. 1952)
- 17 octombrie: Stanford R. Ovshinsky, 89 ani,  inventator american și om de știință (n. 1922)
- 19 octombrie: Manuel António Pina, 68 ani, scriitor, poet, dramaturg, scenarist și ziarist portughez (n. 1943)
- 20 octombrie: Edward Donnall Thomas, 92 ani, medic american, laureat al Premiului Nobel (1990), (n. 1920)
- 21 octombrie: George McGovern, 90 ani, istoric și om politic american din Dakota de Sud, ales congressman al SUA și de trei ori senator al SUA, candidat la președinție din partea Partidului Democrat la alegerile prezidențiale din 1972 (n. 1922)
- 22 octombrie: Ion Vădan, 63 ani, scriitor român (n. 1949)
- 22 octombrie: Russell Means (Russell Charles Means), 72 ani, actor, activist american pentru drepturile amerindienilor (n. 1939)
- 24 octombrie: Anita Björk, 89 ani, actriță suedeză (n. 1923)
- 25 octombrie: Jacques Goimard, 78 ani, antologist francez (n. 1934)
- 25 octombrie: Emanuel „Manny” Steward, 68 ani, pugilist și antrenor american de box profesionist (n. 1944)
- 26 octombrie: Björn Sieber, 23 ani, schior austriac (n. 1989)
- 29 octombrie: Valentin Mândâcanu, 82 ani, traducător, lingvist, publicist din R. Moldova (n. 1930)
- 31 octombrie: John Fitch, 95 ani, pilot american de Formula 1 (n. 1917)

### Noiembrie
- 1 noiembrie: Mitch Lucker, 28 ani, muzician american (n. 1984)
- 2 noiembrie: Shreeram Shankar Abhyankar, 82 ani, matematician indian (n. 1930)
- 3 noiembrie: Vasili Vladimirov, 89 ani, matematician rus (n. 1923)
- 5 noiembrie: Elliott Cook Carter jr., 103 ani, compozitor american (n. 1908)
- 5 noiembrie: Leonardo Favio, 74 ani, actor argentinian, cântăreț și regizor de film (n. 1938)
- 5 noiembrie: Abdelwahab Meddeb, 65 ani, eseist, scriitor și animator de radio, francez (n. 1946)
- 6 noiembrie: Patriarhul Maxim al Bulgariei (n. Marin Naidenov Minkov), 98 ani (n. 1914)
- 9 noiembrie: Iurie Darie (n. Iurie Darie-Maximciuc), 83 ani, actor român (n. 1929)
- 11 noiembrie: Ilia Oleinikov, 65 ani, actor de comedie rus, personalitate TV (n. 1947)
- 11 noiembrie: Adrian Rusu, 66 ani, inginer român (n. 1946)
- 12 noiembrie: Sergio Oliva, 71 ani, culturist cubano-american (n. 1941)
- 12 noiembrie: Petre Partal, 60 ani, deputat român (n. 1952)
- 14 noiembrie: Ahmed al-Jabari, 51 ani, militant palestinian Hamas (n. 1960)
- 15 noiembrie: Théophile Abega, 58 ani, fotbalist camerunez (n. 1954)
- 17 noiembrie: Billy Scott, 70 ani, artist R&B american (n. 1942)
- 20 noiembrie: Traian Mândru, 60 ani, senator român (2004-2008), (n. 1951)
- 21 noiembrie: Șerban Ionescu, 62 ani, actor român (n. 1950)
- 22 noiembrie: Bryce Courtenay, 79 ani, scriitor australian (n. 1933)
- 22 noiembrie: Mel Shaw, 97 ani, animator american (n.1915)
- 22 noiembrie: Harald Siegmund, 82 ani, pastor evanghelic și scriitor de limba germană, de etnie român (n. 1930)
- 23 noiembrie: Achim Nica, 82 ani, interpret român de muzică populară din zona Banatului (n. 1930)
- 23 noiembrie: Larry Hagman (Larry Martin Hagman), 81 ani, actor american (Dallas), (n. 1931)
- 23 noiembrie: Nelson Prudêncio, 68 ani, atlet brazilian, medaliat olimpic (n. 1944)
- 26 noiembrie: Joseph Edward Murray, 93 ani, medic chirurg american, laureat al Premiului Nobel (1990), (n. 1919)
- 28 noiembrie: Erik Izraelewicz, 58 ani, jurnalist francez, director al ziarului Le Monde (n. 1954)
- 28 noiembrie: Zig Ziglar (n. Hilary Hinton Ziglar), 86 ani, autor american de cărți de literatură motivațională (n. 1926)
- 30 noiembrie: Inder Kumar Gujral, 92 ani, prim-ministru al Indiei (1997-1998), (n. 1919)

### Decembrie
- 1 decembrie: Vasile Vetișanu, 77 ani, senator român (1992-1996), (n. 1935)
- 1 decembrie: Reinhold Weege, 62 ani, scriitor, producător și regizor american de televiziune (n. 1949)
- 3 decembrie: Ecaterina Cazimirov, 90 ani, actriță din R. Moldova (n. 1921)
- 4 decembrie: Rozina (Rosina) Cambos, 60 ani, actriță israeliană (n. 1951)
- 4 decembrie: Eugen Mandric, 82 ani, publicist, scenarist și producător de film român (n. 1930)
- 5 decembrie: Oscar Niemeyer (n. Oscar Ribeiro de Almeida Niemeyer Soares Filho), 109 ani, arhitect brazilian (n. 1907)
- 6 decembrie: Dave Warren Brubeck, 91 ani, compozitor american (n. 1921)
- 6 decembrie: Ignatie al IV-lea Hazim (n. Habib Hazim), 91 ani, sirian, Patriarhul Antiohiei și al Întregului Orient (n. 1921)
- 9 decembrie: Abodi Nagy Béla, 94 ani, pictor român de etnie maghiară (n. 1918)
- 9 decembrie: Anna Czóbel, 94 ani, profesoară universitară și directoare de imagine maghiară (n. 1918)
- 9 decembrie: Patrick Moore (n. Patrick Alfred Caldwell-Moore), 89 ani, astronom și prezentator britanic (n. 1923)
- 9 decembrie: Norman Joseph Woodland, 91 ani, inginer american, inventatorul codului de bare (n. 1921)
- 10 decembrie: Albert O. Hirschman, 97 ani,  proeminent economist și om de științe sociale, autor a mai multor cărți despre economia politică (n.1915)
- 11 decembrie: Ravi Shankar, 92 ani, muzician indian (n.1920)
- 15 decembrie: Takeshi Urata, 64 ani, astronom japonez (n. 1947)
- 17 decembrie: Arnaldo Mesa, 45 ani, boxer cubanez (n. 1967)
- 18 decembrie: Mihai Constantinescu, 77 ani, jurist român (n. 1935)
- 19 decembrie: Robert Bork, 85 ani, judecător american (n. 1927)
- 19 decembrie: Amnon Lipkin-Șahak, 68 ani, politician israelian (n. 1944)
- 21 decembrie: Adrian Neculau, 74 ani, profesor universitar român (n. 1938)
- 22 decembrie: Jimmy McCracklin, 91 ani, compozitor american (n. 1921)
- 22 decembrie: Douglas Lee Dorman, 70 ani, cântăreț britanic (Iron Butterfly), (n. 1942)
- 22 decembrie: Gheorghe Dumitru, 56 ani, handbalist român (n. 1956)
- 22 decembrie: Norman Schwarzkopf jr., 78 ani, general american (n. 1934)
- 22 decembrie: Arkadi Vorobiov, 88 ani, halterofil rus (n. 1924)
- 23 decembrie: Anand Abhyankar, 49 ani, actor indian (n. 1963)
- 23 decembrie: Cristian Tudor (Cristian Dorin Tudor), 30 ani, fotbalist român (atacant), (n. 1982)
- 24 decembrie: Aurel Negucioiu, 82 ani, economist și profesor universitar român (n. 1930)
- 25 decembrie: Jack Klugman (n. Jacob Joachim Klugman), 90 ani, actor american (n. 1922)
- 27 decembrie: Harry Carey Jr., 91 ani, actor american de film și televiziune  (n. 1921)
- 28 decembrie: Andrei Andrieș, 78 ani, fizician din R. Moldova (n. 1933)
- 28 decembrie: Bogdan Baltazar, 73 ani, analist financiar român, președinte al băncii BRD (n. 1939)
- 28 decembrie: Gabriela Moga Lazăr, 86 ani, artistă română specializată în arta tapițerie (n. 1926)
- 28 decembrie: Emmanuel Scheffer, 88 ani, fotbalist și antrenor israelian (n. 1924)
- 30 decembrie: Rita Levi-Montalcini, 103 ani, om de știință, laureată a Premiului Nobel (1986), (n. 1909)
- 30 decembrie: Carl Richard Woese, 84 ani, microbiolog american (n. 1928)
- 31 decembrie: Elfriede Martha Abbe, 93 ani, sculptoriță americană (n. 1919)

### Nedatate
- iulie: Dimitrie Gavrilean, 69 ani, pictor român (n. 1942)
- Florin Bogdan, 84 ani, senator român (1996-2000),  (n. 1928)
- Gheorghe Buzdugan, 96 ani, inginer român (n. 1916)
- Benone Damian, 74 ani, violonist român (n. 1938)
- Eduard Drobîșevski, 76 ani, astrofizician rus (n. 1936)
- Ulf Erik Hagberg, 79 ani, arheolog suedez (n. 1932)
- Emil Sofron, 66 ani, inginer și profesor universitar român (n. 1946)
- Paul Solacolu, 87 ani,  inginer hidrotehnician român (n. 1925)
- Mariana Stoica (Valeria Mariana Stoica), 67 ani, deputat român (1996-2000), (n. 1945)
- Nicolette Franck, 92 ani, jurnalistă elvețiană de origine română (n. 1920)
- Dimitrie Popa, 82 ani, senator român în legislatura 1992-1996 (n. 1930)
- Cleo Stieber, 89 ani, una dintre primele crainice ale TVR (n. 1923)
- Ecaterina Kato Fleischmann, 96 ani, profesoară de dans și coregrafă (n. 1916)
- Ion Stoian, 85 ani, lider comunist român, care a îndeplinit funcțiile de membru al CPEX al PCR și de ministru de externe  (n. 1927)

## 2012 în filme
- 2012 (film)

## Premii Nobel
- Medicină: Sir John B. Gurdon (Regatul Unit) și Shinya Yamanaka (Japonia) „pentru descoperirea că celulele mature pot fi reprogramate pentru a deveni pluripotente”.
- Fizică: Serge Haroche și David J. Wineland (SUA) „pentru metode experimentale revoluționare ce permit măsurarea și manevrarea sistemelor cuantice individuale”
- Chimie: Robert J. Lefkowitz și Brian K. Kobilka (SUA) „pentru studiul receptorilor cuplați cu proteine G”
- Economie: Alvin E. Roth și Lloyd S. Shapley (SUA) „pentru teoria alocațiilor stabile și practica mecanismelor de piață”.
- Literatură: Mo Yan (China)
- Pace: Uniunea Europeană